# Rosa Luxemburg

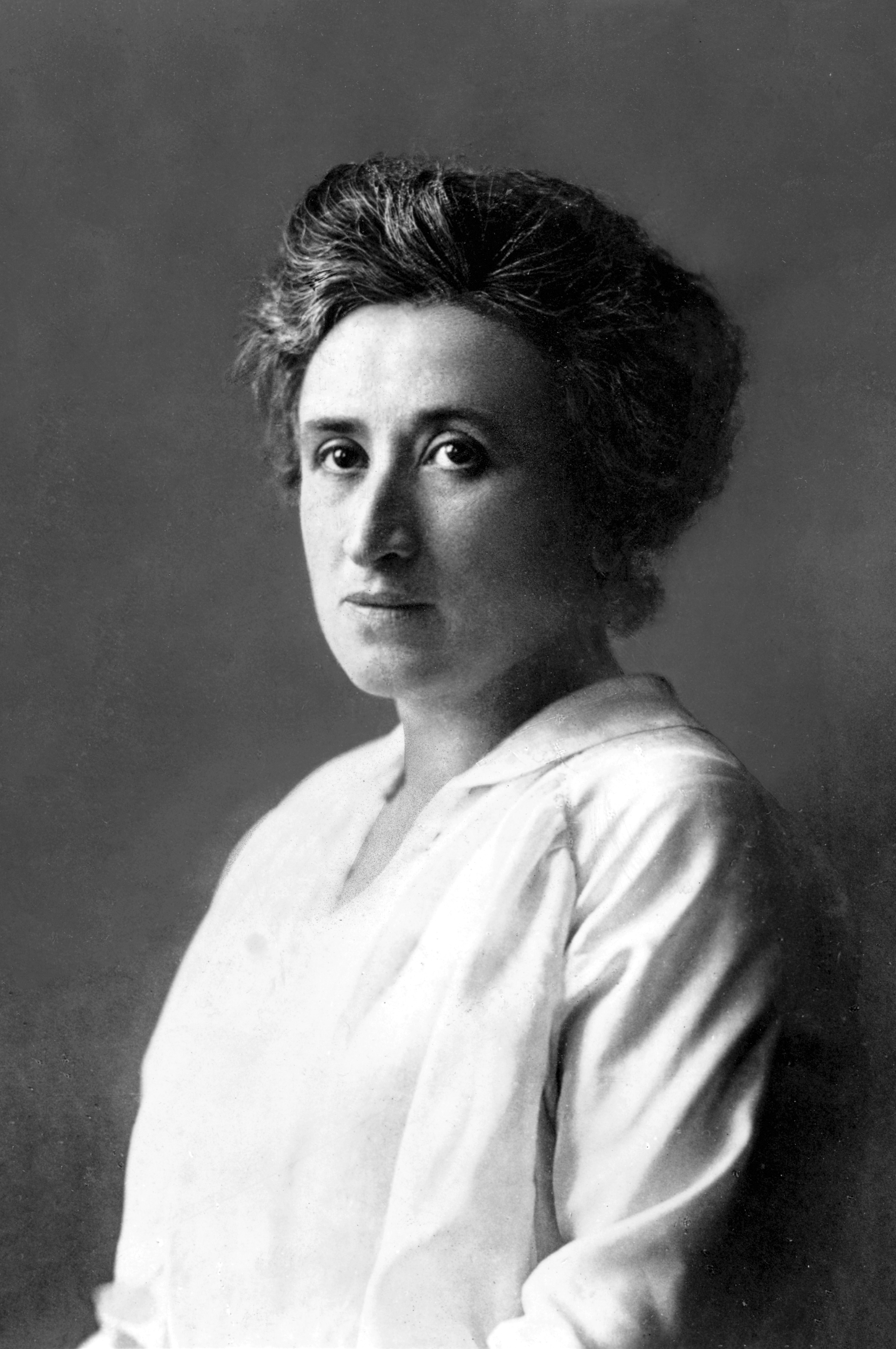
Rosa Luxemburg (Foto von Karl Pinkau)

Rosa Luxemburg (* 5. März 1871 als Rozalia Luxenburg in Zamość, Kongresspolen, Russisches Kaiserreich; † 15. Januar 1919 in Berlin) war eine einflussreiche Vertreterin der europäischen Arbeiterbewegung, des Marxismus, Antimilitarismus und proletarischen Internationalismus. Sie war eine Politikerin (SDKP, SPD, USPD und KPD) sowie Nationalökonomin und Publizistin.
Zuerst wirkte sie ab 1887 in der polnischen, ab 1898 in der deutschen Sozialdemokratie. Dort bekämpfte sie von Beginn an Nationalismus, Opportunismus und Revisionismus. Sie trat für Massenstreiks als Mittel sozialpolitischer Veränderungen und zur Kriegsverhinderung ein. Sofort nach Beginn des Ersten Weltkrieges 1914 gründete sie die „Gruppe Internationale“, aus der der Spartakusbund hervorging. Diesen leitete sie als politische Gefangene zusammen mit Karl Liebknecht durch politische Schriften, in denen sie die Burgfriedenspolitik der SPD analysierte und verurteilte. Sie bejahte die Oktoberrevolution, kritisierte aber zugleich den demokratischen Zentralismus Lenins und der Bolschewiki. In der Novemberrevolution versuchte sie, als Chefredakteurin der Zeitung Die Rote Fahne in Berlin auf das Zeitgeschehen Einfluss zu nehmen. Als Autorin des Spartakusbund-Programms forderte sie am 14. Dezember 1918 eine Räterepublik und die Entmachtung des Militärs. Anfang 1919 gründete sie die Kommunistische Partei Deutschlands mit, die ihr Programm annahm, aber die von ihr geforderte Teilnahme an den bevorstehenden Parlamentswahlen ablehnte. Nachdem der folgende Spartakusaufstand niedergeschlagen worden war, wurden sie und Karl Liebknecht von Angehörigen der Garde-Kavallerie-Schützen-Division ermordet, was die Spaltung zwischen SPD und KPD vertiefte.

## Leben

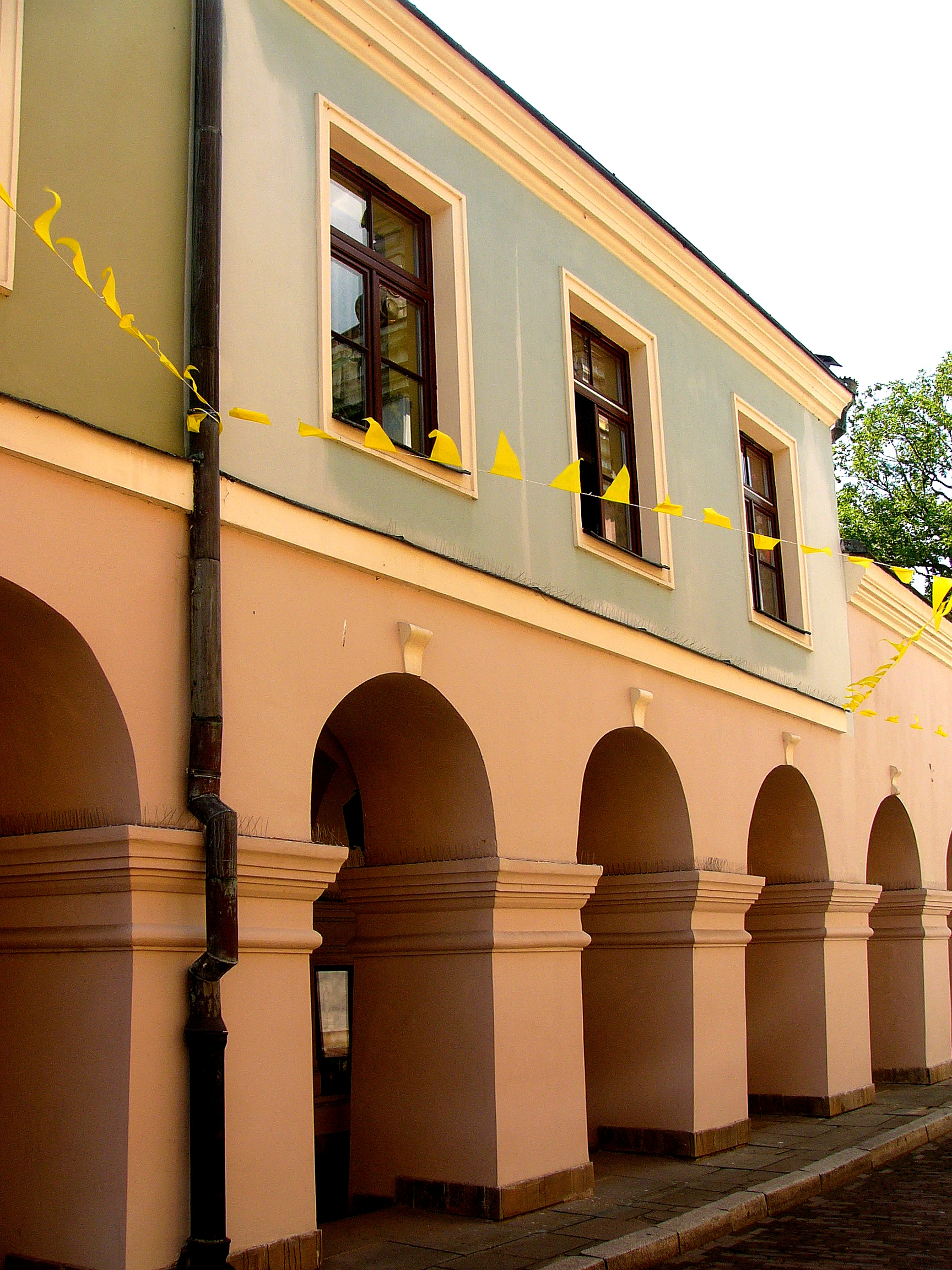
Das Elternhaus von Rosa Luxemburg in der Staszic-Straße 37 in Zamość

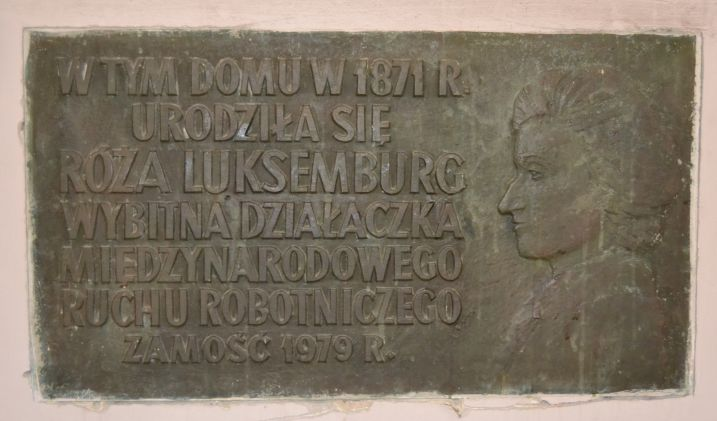
Gedenktafel am Elternhaus, im März 2018 auf Anordnung der von der PiS geführten Regierung entfernt.

### Jugend (1871–1889)

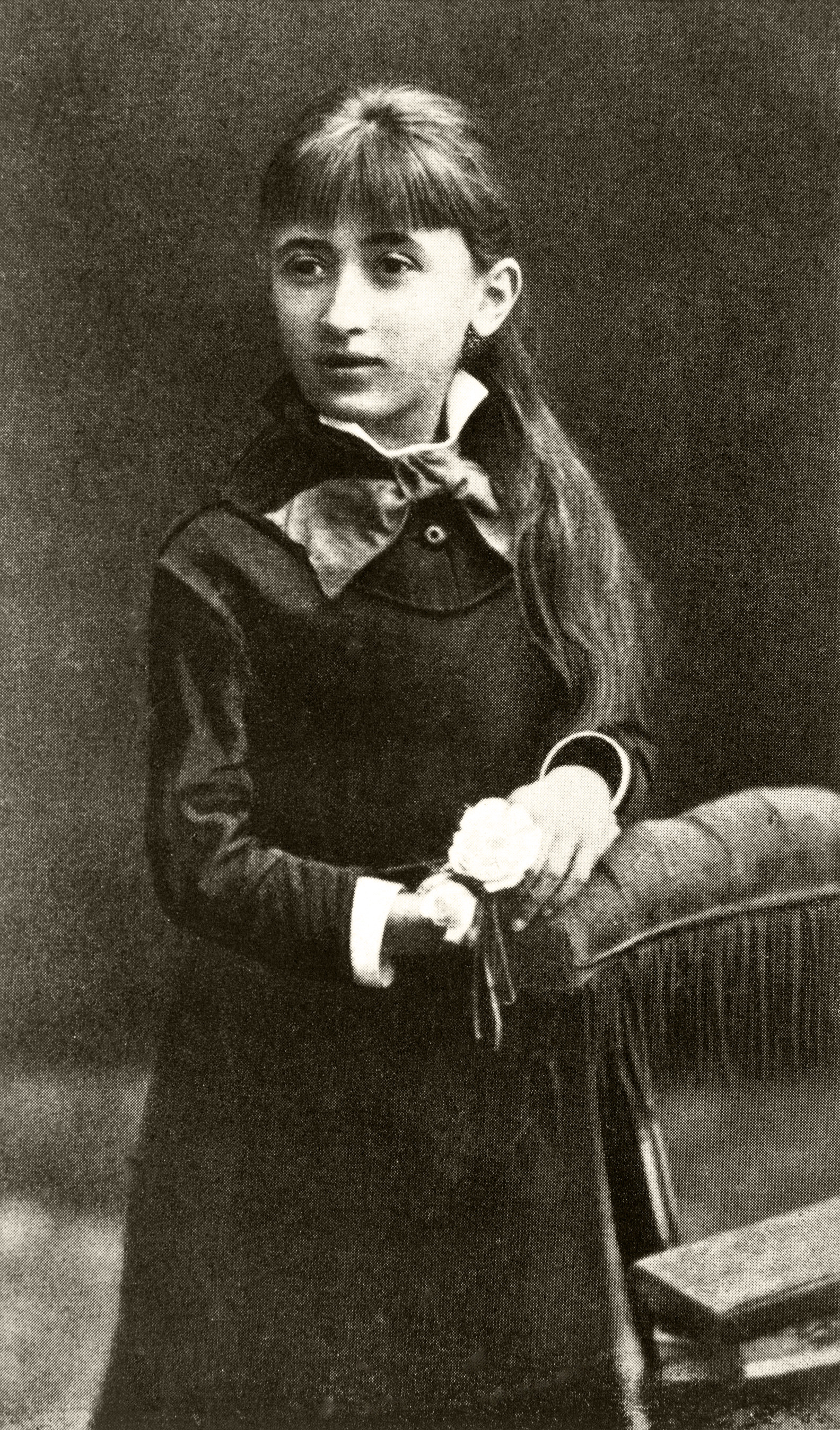
Rosa Luxemburg, um 1883

Rosa Luxemburgs Geburtsdatum ist unsicher. Ihr Geburtsschein, dem folgend ihre Heiratsurkunde und weitere Dokumente nennen den 25. Dezember 1870. In der Antwort auf einen Geburtstagsbrief zu diesem Datum schrieb sie jedoch 1907, der Schein sei erst nachträglich ausgestellt und das Datum darauf „korrigiert“ worden; tatsächlich sei sie „nicht ganz so alt“. Ihre Familie und sie selbst feierten ihren Geburtstag immer am 5. März. Für ihre Immatrikulation an der Universität Zürich gab sie 1871 als Geburtsjahr an. Daher geben neuere Biografen den 5. März 1871 als Geburtsdatum an. Ihr Familienname Luxenburg wurde noch zu Lebzeiten ihres Vaters durch einen behördlichen Schreibfehler zu Luxemburg, den sie dann beibehielt. Ihren Vornamen Rosalia verkürzte sie umgangssprachlich zu Rosa.
Sie war das fünfte und letzte Kind des Holzhändlers Eliasz Luxenburg (1830–1900), der sich später Edward nannte, und seiner Frau Lina, geb. Löwenstein (1835–1897). Die Eltern waren Juden in der ländlichen Mittelstadt Zamość im von Russland kontrollierten Teil Polens. Sie hatte ein enges Verhältnis zu ihren Geschwistern, wie aus erhalten gebliebenen Briefen hervorgeht. Die Luxenburgs waren als Landschaftsarchitekten, die Löwensteins als Rabbiner und Hebraisten nach Zamość gekommen. Rosas Großvater väterlicherseits war einer der reichsten Kaufleute im Königreich Polen; einem Bruder ihrer Mutter gehörte ein Bergwerk. Der Bruder ihrer Mutter, Bernard Löwenstein, war Rabbiner an der Tempel-Synagoge Lemberg. Über ein Drittel der Einwohner waren polnische Juden, meist Haskala-Vertreter mit hohem Bildungsstand. Die Eltern gehörten zu keiner Religionsgemeinschaft und politischen Partei, sympathisierten aber mit der polnischen Nationalbewegung und förderten die lokale Kultur. Sie besaßen ein Haus am Rathausplatz und bescheidenen Wohlstand, den sie vor allem für die Bildung ihrer Kinder einsetzten. Die Söhne (Natan Mikolaj, Maximilian, Jozef) besuchten wie der Vater höhere Schulen in Deutschland. Die Familie sprach und las zu Hause Polnisch und Deutsch, nicht Jiddisch. Besonders die Mutter vermittelte den Kindern die klassische und romantische deutsche und polnische Dichtung.
Rosa erhielt eine umfassende humanistische Bildung und lernte neben Polnisch, Deutsch und Russisch auch Latein und Altgriechisch. Sie beherrschte Französisch, konnte Englisch lesen und Italienisch verstehen. Sie kannte die bedeutenden Literaturwerke Europas, rezitierte Gedichte, war eine gute Zeichnerin, interessierte sich für Botanik und Geologie, sammelte Pflanzen und Steine und liebte Musik, besonders die Oper und die Lieder von Hugo Wolf. Zu ihren zeitlebens geachteten Autoren gehörte Adam Mickiewicz.
Im Jahr 1873 zog die Familie nach Warschau, um Geschäftsverbindungen des Vaters zu stärken und den Töchtern bessere Bildungschancen zu bieten. 1874 wurde ein Hüftleiden der Tochter irrtümlich als Tuberkulose diagnostiziert und falsch behandelt. Dadurch blieb ihre Hüfte deformiert, sodass sie fortan leicht hinkte. Mit fünf Jahren, während der vom Arzt verordneten fast einjährigen Bettruhe, lernte sie autodidaktisch Lesen und Schreiben. Mit neun Jahren übersetzte sie deutsche Geschichten ins Polnische, schrieb Gedichte und Novellen. Mit 13 Jahren schrieb sie in polnischer Sprache ein sarkastisches Gedicht über Kaiser Wilhelm I., der damals Warschau besuchte. Darin duzte sie ihn und forderte: „Sage deinem listigen Lumpen Bismarck, Tue es für Europa, Kaiser des Westens, Befiehl ihm, daß er die Friedenshose nicht zuschanden macht.“
Ab 1884 besuchte Rosa das Zweite Frauengymnasium in Warschau, das nur in Ausnahmefällen polnische, noch seltener jüdische Mädchen aufnahm und in dem nur Russisch gesprochen werden durfte. Auch deshalb engagierte sie sich ab 1886 in einem geheimen Fortbildungskreis. Dort lernte sie die 1882 gegründete marxistische Gruppe „Proletariat“ kennen, die sich vom antizaristischen Terror der russischen Narodnaja Wolja abgrenzte, aber wie diese staatlich verfolgt und aufgelöst wurde. Nur im Untergrund arbeiteten einige Teilgruppen weiter, darunter die 1887 von Martin Kasprzak gegründete Warschauer Gruppe „Zweites Proletariat“. Dieser trat Rosa Luxemburg bei, ohne dies zu Hause und in der Schule zu verbergen. Dort las sie erstmals Schriften von Karl Marx, die damals illegal nach Polen gebracht und ins Polnische übersetzt wurden. 1888 bestand sie das Abitur als Klassenbeste und mit der höchsten Note „ausgezeichnet“. Die ihr zustehende Goldmedaille verweigerte die Schulleitung „wegen oppositioneller Haltung gegenüber den Behörden“. Im Dezember 1888 floh sie vor der Zarenpolizei, die ihre Mitgliedschaft im verbotenen „Proletariat“ entdeckt hatte, aus Warschau und schließlich mit Hilfe Kasprzaks aus Polen in die Schweiz.

### Studium und Aufbau der SDKP (1890–1897)
Im Februar 1889 zog Rosa Luxemburg nach Oberstrass bei Zürich, weil im deutschsprachigen Raum nur an der Universität Zürich Frauen und Männer gleichberechtigt studieren durften. Ab Oktober 1889 belegte sie Philosophie, Mathematik, Botanik und Zoologie. 1892 wechselte sie in die Rechtswissenschaft, wo sie Völkerrecht, allgemeines Staatsrecht und Versicherungsrecht belegte. 1893 schrieb sie sich zudem in Staatswissenschaften ein. Dort belegte sie Volkswirtschaftslehre mit den Schwerpunkten Finanzwissenschaft, Wirtschafts- und Börsenkrisen. Ferner studierte sie allgemeine Verwaltungslehre und Geschichtswissenschaft, hier vor allem Mittelalter und Diplomatie-Geschichte seit 1815. Sie studierte vor allem bei Julius Wolf, der Adam Smith, David Ricardo und Das Kapital von Karl Marx durchnahm, das er zu widerlegen beanspruchte. Er äußerte 1924 seine Überzeugung, dass sie schon vor Studienbeginn überzeugte Marxistin gewesen sei.
Zürich war attraktiv für viele politisch verfolgte ausländische Sozialisten. Rosa Luxemburg fand rasch Kontakt zu deutschen, polnischen und russischen Emigrantenvereinen, die vom Schweizer Exil aus den revolutionären Sturz ihrer Regierungen vorzubereiten versuchten. Sie wohnte im Haus der Familie Carl Lübecks (SPD), der nach seiner Verurteilung im Leipziger Hochverratsprozess 1872 emigriert war. Durch ihn gewann sie Einblick in die Entwicklung der SPD. Sie lernte unter anderen die russischen Marxisten Pawel Axelrod und Georgi Plechanow kennen und bildete einen Freundes- und Gesprächskreis, der regelmäßige Kontakte zwischen emigrierten Studenten und Arbeitern pflegte.
Ab 1891 hatte sie eine Liebesbeziehung zu dem russischen Marxisten Leo Jogiches. Er war bis 1906 ihr Partner und blieb ihr zeitlebens politisch eng verbunden. Er brachte ihr seine konspirativen Methoden bei und finanzierte ihr Studium mit. Sie half ihm beim Übersetzen marxistischer Texte ins Russische, die er in Konkurrenz zu Plechanow nach Polen und Russland schmuggelte. Plechanow isolierte Jogiches daraufhin in der russischen Emigrantenszene. Rosa Luxemburgs anfängliche Vermittlungsversuche schlugen fehl.
Im Jahr 1892 gründeten mehrere illegale polnische Splitterparteien, darunter auch ehemalige „Proletariat“-Angehörige, die Polnische Sozialistische Partei (PPS), die Polens nationale Unabhängigkeit und Umwandlung in eine bürgerliche Demokratie anstrebte. Das Programm war ein Kompromiss aus verschiedenen Interessen, die aufgrund der Verfolgungssituation nicht ausdiskutiert worden waren. Im Juli 1893 gründeten Rosa Luxemburg, Leo Jogiches, Julian Balthasar Marchlewski und Adolf Warski die Pariser Exilzeitung Sprawa Robotnicza („Arbeitersache“). Darin vertraten sie gegen das PPS-Programm einen streng internationalistischen Kurs: Die polnische Arbeiterklasse könne sich nur gemeinsam mit der russischen, deutschen und österreichischen emanzipieren. Nicht das Abschütteln der russischen Vorherrschaft in Polen, sondern die solidarische Zusammenarbeit zum Sturz des Zarismus, sodann des Kapitalismus und der Monarchie in ganz Europa müssten Vorrang erhalten.
Rosa Luxemburg war federführend für diese Linie. Als Zeitungsredakteurin (Pseudonym: „R. Kruszynska“) durfte sie als polnische Delegierte am Kongress der 2. Internationale (6.–12. August 1893) in der Tonhalle Zürich teilnehmen. In ihrem Bericht über die Entwicklung der Sozialdemokratie in Russisch-Polen seit 1889 betonte sie, Polens drei Teile seien ökonomisch mittlerweile so stark in die Märkte der Besatzerstaaten integriert, dass eine Wiederherstellung eines unabhängigen polnischen Nationalstaats ein anachronistischer Rückschritt wäre. Daraufhin focht der PPS-Delegierte Ignacy Daszyński ihren Delegiertenstatus an. Ihre Verteidigungsrede machte sie international bekannt: Sie erklärte, hinter dem innerpolnischen Streit stehe eine prinzipielle, alle Sozialisten betreffende Richtungsentscheidung. Ihre Gruppe vertrete den genuin marxistischen Standpunkt und somit das polnische Proletariat. Doch eine Kongressmehrheit erkannte die PPS als einzige legitime polnische Delegation an und schloss Rosa Luxemburg aus.

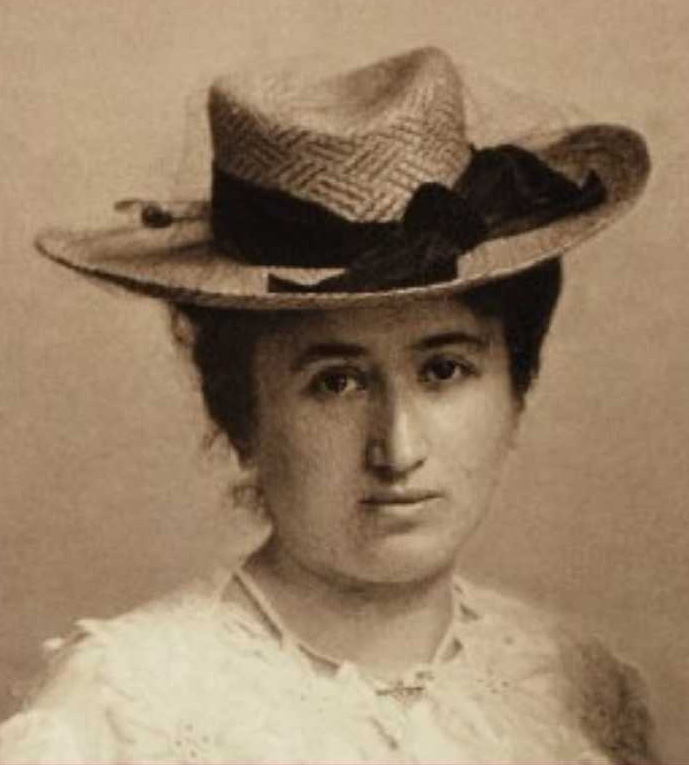
Rosa Luxemburg um 1895–1900

Daraufhin gründete sie mit ihren Freunden im August 1893 die Partei Sozialdemokratie des Königreiches Polen (SDKP; ab 1900 Sozialdemokratie des Königreichs Polen und Litauens; SDKPiL). Der illegale Gründungsparteitag in Warschau vom März 1894 nahm ihren Leitartikel vom Juli 1893 als Parteiprogramm und die Arbeitersache als Presseorgan an. Die SDKP sah sich als direkte Nachfolgerin des „Proletariats“ und strebte in striktem Gegensatz zur PPS als Nahziel eine liberaldemokratische Verfassung für das ganze Russische Kaiserreich mit einer Gebietsautonomie für Polen an, um so eine gemeinsame polnisch-russische sozialistische Partei aufbauen zu können. Dazu sei eine enge, gleichberechtigte Zusammenarbeit mit den russischen Sozialdemokraten, deren Einigung und die Einbindung in die Zweite Internationale unerlässlich. Ein unabhängiges Polen sei eine illusorische „Fata Morgana“, die das polnische Proletariat vom internationalen Klassenkampf ablenken solle. Die polnischen Sozialisten sollten den sozialdemokratischen Parteien der drei Teilungsmächte beitreten oder sich eng an sie anschließen. Es gelang ihr, die SDKP in Polen zu etablieren und später viele PPS-Anhänger zu ihr hinüberzuziehen.
Rosa Luxemburg leitete die Arbeitersache bis zu deren Einstellung im Juli 1896 und verteidigte das SDKP-Programm im Ausland auch mit besonderen Aufsätzen. In Das unabhängige Polen und die Sache der Arbeiter schrieb sie: Sozialismus und Nationalismus seien nicht nur in Polen, sondern überhaupt miteinander unvereinbar. Nationalismus sei eine Ausflucht des Bürgertums: Bänden sich die Arbeiter daran, würden sie ihre eigene Befreiung gefährden, da das Bürgertum sich bei einer drohenden Sozialrevolution eher mit den jeweiligen Herrschern gegen die eigenen Arbeiter verbünden werde. Dabei verknüpfte sie polnische Erfahrungen stets mit denen anderer Länder, berichtete häufig über ausländische Streiks und Demonstrationen und versuchte so, ein internationales Klassenbewusstsein zu fördern. Seitdem war sie bei politischen Gegnern inner- und außerhalb der Sozialdemokratie verhasst und oft antisemitischen Angriffen ausgesetzt. So schrieben Angehörige der Gruppe Schwarze Hundert, ihr „Gift“ rede den polnischen Arbeitern Hass auf das eigene Vaterland ein; dieser „jüdische Auswurf“ leiste ein „teuflisches Zerstörungswerk“ mit dem Ziel der „Ermordung Polens“.
Für den Kongress der Zweiten Internationale 1896 in London verteidigte Rosa Luxemburg ihre Linie in sozialdemokratischen Zeitungen wie dem Vorwärts und der Neuen Zeit. Sie erreichte eine Debatte darüber und fand unter anderen Robert Seidel, Jean Jaurès und Alexander Parvus als Unterstützer. Karl Kautsky, Wilhelm Liebknecht und Victor Adler dagegen lehnten ihre Position ab. Adler, Vertreter des Austromarxismus, beschimpfte sie als „doktrinäre Gans“ und versuchte, eine Gegendarstellung in der SPD zu verbreiten. Beim Kongress wollte die PPS Polens Unabhängigkeit als notwendiges Ziel der Internationale festlegen lassen und verdächtigte mehrere SDKP-Vertreter als zaristische Geheimagenten. Rosa Luxemburg und die SDKP wurden diesmal jedoch als eigenständige Vertreter der polnischen Sozialdemokratie zugelassen. Sie überraschte den Kongress mit einer Gegenresolution, wonach nationale Unabhängigkeit kein möglicher Programmpunkt einer sozialistischen Partei sein könne. Die Mehrheit stimmte einer Kompromissfassung zu, die das Selbstbestimmungsrecht der Völker allgemein bejahte, ohne Polen zu erwähnen.
Nach dem Kongress schrieb Rosa Luxemburg Artikel für die Sächsische Arbeiterzeitung über Organisationsprobleme der deutschen und österreichischen Sozialdemokratie und die Chancen der Sozialdemokratie im Osmanischen Reich. Sie plädierte für die Auflösung dieses Reichs, um so den Türken und weiteren Nationen zunächst eine kapitalistische Entwicklung zu gestatten. Marx und Engels hätten zwar zu ihrer Zeit recht gehabt, dass das zaristische Russland der Hort der Reaktion und mit allen Mitteln zu schwächen sei, doch die Bedingungen hätten sich geändert. Erneut widersprachen ihr führende Sozialdemokraten wie Kautsky, Plechanow und Adler öffentlich. So wurde sie weit über Polen hinaus als sozialistische Denkerin bekannt, mit deren Ansichten man sich auseinandersetzte. Sie setzte ihren kompromisslosen Kampf gegen den Nationalismus in der Arbeiterbewegung zeitlebens fort. Diese Haltung isolierte sie anfangs fast völlig und brachte ihr viele erbitterte Konflikte ein, unter anderem seit 1898 in der SPD und seit 1903 mit Lenin.

Rosa Luxemburgs Dissertation

Julius Wolf wurde ihr Doktorvater. Er bezeichnete sie 1924 als „begabtesten“ seiner Studenten in Zürich. Im Mai 1897 wurde Rosa Luxemburg in Zürich mit dem Prädikat magna cum laude zum Thema Polens industrielle Entwicklung promoviert. Mit empirischem Material aus Bibliotheken und Archiven von Berlin, Paris, Genf und Zürich suchte sie nachzuweisen, dass Russisch-Polen seit 1846 in den russischen Kapitalmarkt eingebunden und sein Wirtschaftswachstum vollständig von diesem abhängig sei. Damit wollte sie die Ansicht, die Wiederherstellung der nationalen Unabhängigkeit Polens sei illusorisch, mit ökonomischen Fakten untermauern, ohne explizit marxistisch zu argumentieren. Nach der Veröffentlichung wollte Rosa Luxemburg darauf aufbauend eine Wirtschaftsgeschichte Polens verfassen; das von ihr öfter erwähnte Manuskript dazu ging verloren, wurde aber nach ihrer Aussage in Erläuterungen von Franz Mehring zu von ihm herausgegebenen Marx-Texten teilweise verarbeitet.

### Wortführerin der Linken in der SPD (1898–1914)

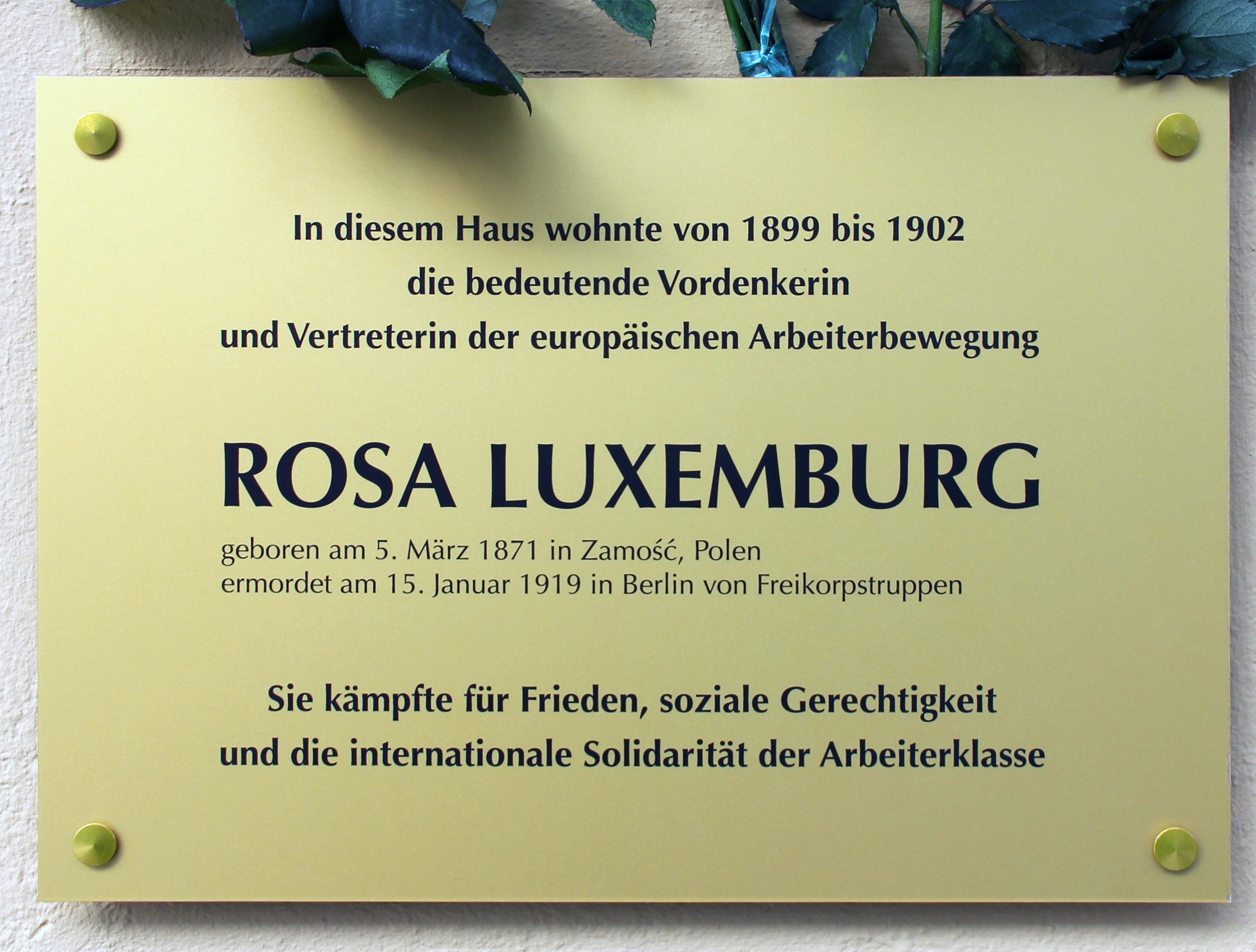
Gedenktafel am Haus Wielandstraße 23 in Berlin-Schöneberg

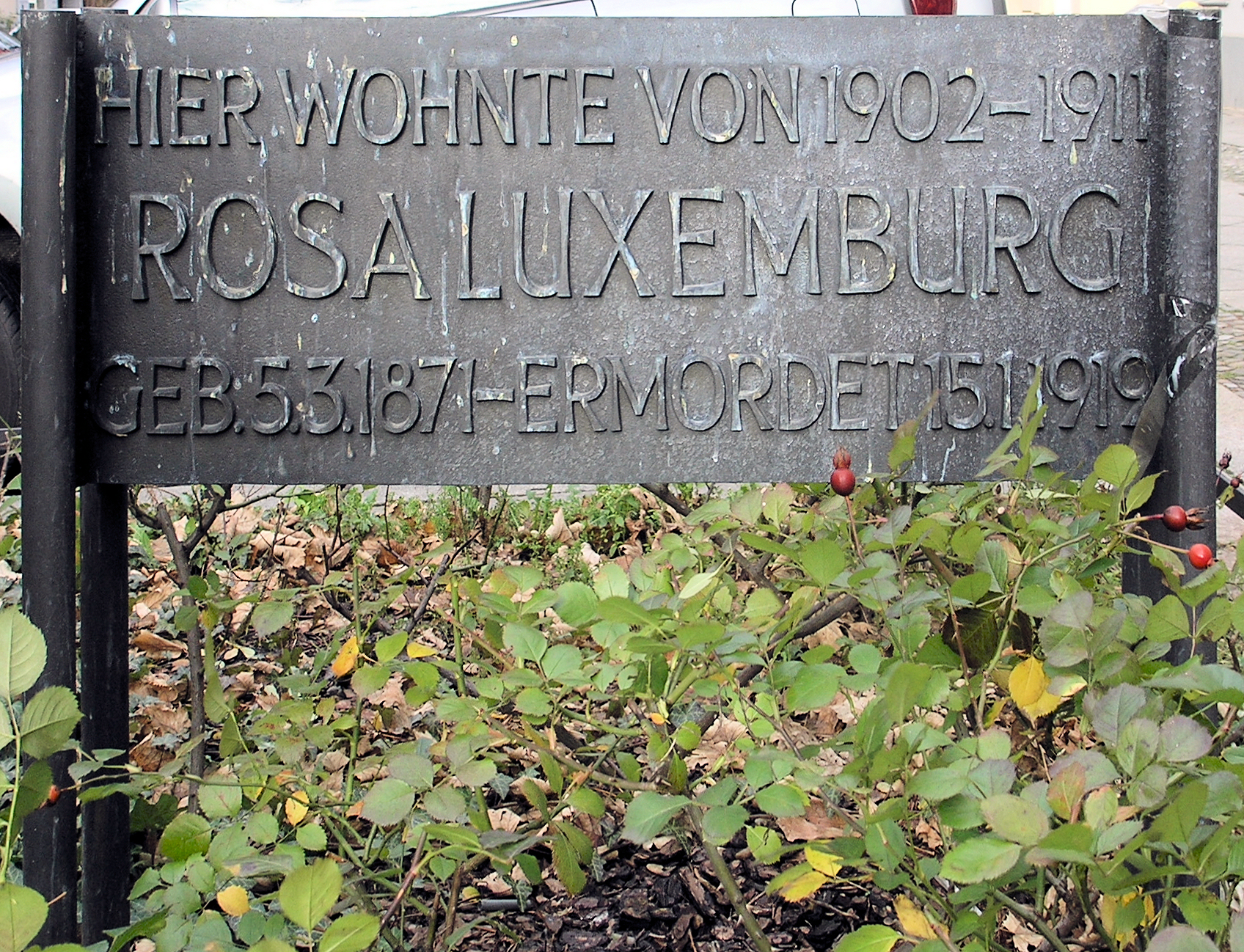
Gedenktafel vor dem Haus Cranachstraße 58 in Berlin-Schöneberg

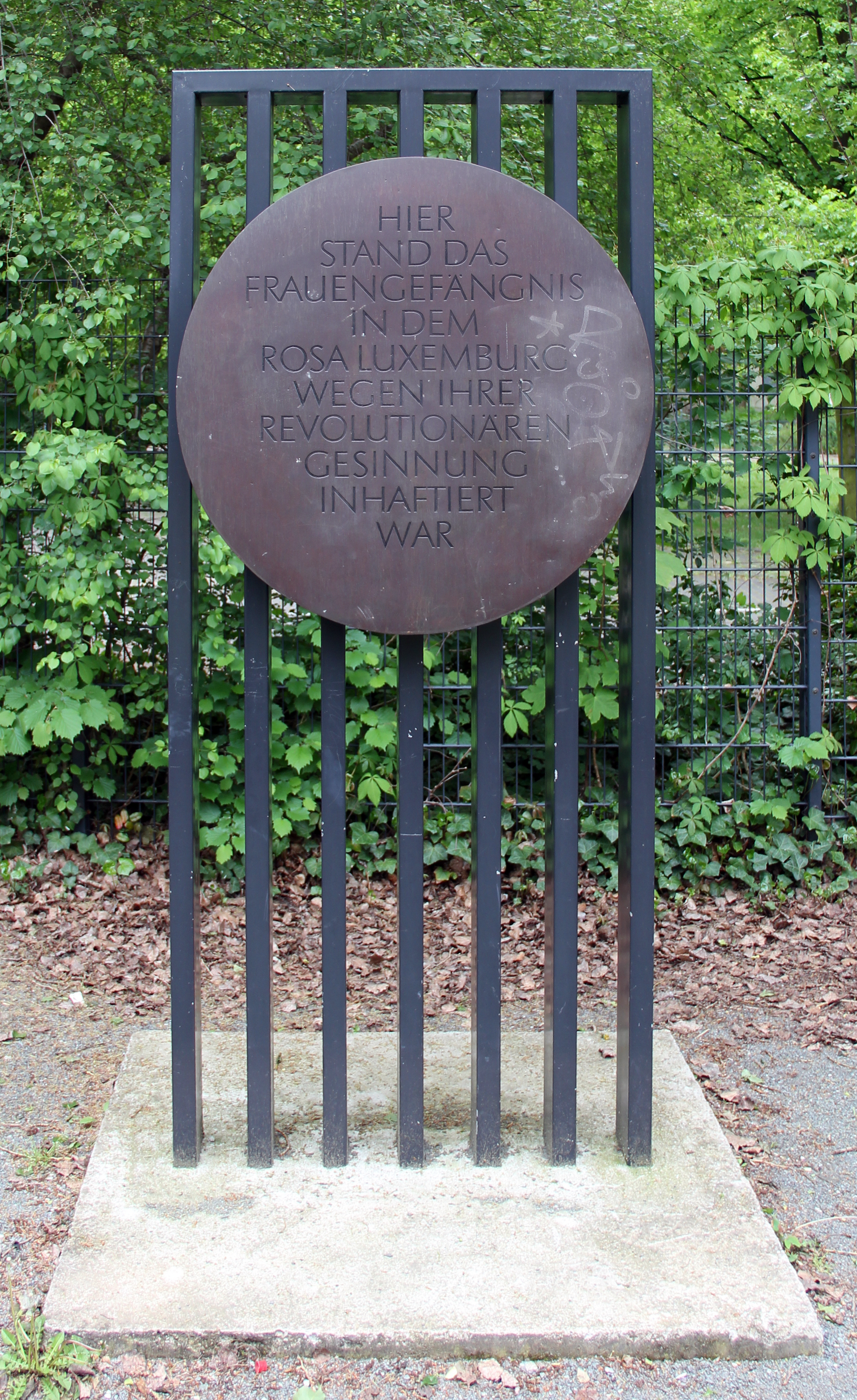
Gedenktafel für ehemaliges Frauengefängnis, Weinstraße 2, in Berlin-Friedrichshain

Um die SPD und die Arbeiter im deutsch besetzten Teil Polens wirksamer für die SDKP zu gewinnen, beschloss Rosa Luxemburg 1897 gegen den Willen von Leo Jogiches, nach Deutschland zu ziehen. Um die deutsche Staatsbürgerschaft zu erhalten, heiratete sie am 19. April 1898 den 24-jährigen Schlosser Gustav Lübeck, den einzigen Sohn ihrer Zürcher Gastfamilie in Basel. Ab 12. Mai 1898 wohnte sie in der Cuxhavener Straße 2 (Berlin-Hansaviertel) und trat sofort in die SPD ein, die in der Arbeiterbewegung als fortschrittlichste sozialistische Partei Europas galt. Sie bot dem SPD-Bezirksvorsteher Ignaz Auer an, Wahlkampf für die SPD bei polnischen und deutschen Arbeitern in Schlesien zu machen. Durch ihre Sprachgewandtheit und erfolgreiche Wahlkampfreden erwarb sie rasch Ansehen in der SPD als gefragte Spezialistin für polnische Angelegenheiten. Bei den folgenden Reichstagswahlen errang die SPD in Schlesien erstmals Mandate und brach so die bisherige Alleinherrschaft der katholischen Zentrumspartei.
1890 waren im Kaiserreich nach zwölf Jahren die Sozialistengesetze aufgehoben worden. Dadurch gewann die SPD bei Wahlen weitere Reichstagssitze. Die meisten SPD-Abgeordneten wollten die neue Legalität der SPD bewahren und setzten sich immer weniger für einen revolutionären Umsturz, immer mehr für die allmähliche Erweiterung parlamentarischer Rechte und Sozialreformen im Rahmen der bestehenden Gesellschaftsordnung ein. Das Erfurter Programm von 1891 hielt die Sozialrevolution nur noch als theoretisches Fernziel fest und trennte den Alltagskampf für Reformen davon. Eduard Bernstein, Autor des praktischen Programmteils, rückte ab 1896 mit einer Artikelserie über „Probleme des Sozialismus“ in der Neuen Zeit vom Marxismus ab und begründete die später Reformismus genannte Theorie: Interessenausgleich und Reformen würden die Auswüchse des Kapitalismus mildern und den Sozialismus evolutionär herbeiführen, so dass die SPD sich auf parlamentarische Mittel beschränken könne. Kautsky, enger Freund Bernsteins und Redakteur der Neuen Zeit, ließ keine Kritiken an dessen Thesen abdrucken. Alexander Parvus, inzwischen Chefredakteur der Sächsischen Arbeiterzeitung, eröffnete daraufhin im Januar 1898 den Revisionismusstreit mit einer polemischen Artikelserie gegen Bernstein.
Am 25. September 1898 wurde Parvus des Landes verwiesen. Auf seinen dringenden Wunsch zog Rosa Luxemburg nach Dresden und übernahm die Chefredaktion der Sächsischen Arbeiterzeitung. Daher durfte sie beim folgenden SPD-Parteitag in Stuttgart (1.–7. Oktober 1898) zu allen Tagesthemen, nicht nur zum Thema Polen reden. Erstmals griff sie dort in die Bernsteindebatte ein, positionierte sich auf dem marxistischen Parteiflügel, betonte dessen Übereinstimmung mit dem Parteiprogramm und wies den Debattenstil zurück: Persönliche Polemik zeige nur das Fehlen von Sachargumenten. Der Parteivorstand um August Bebel vermied eine programmatische Entscheidung. In den Folgewochen veröffentlichte sie eine eigene Artikelserie gegen Bernsteins Theorie, die später in ihr Buch Sozialreform oder Revolution? einging. Darin vertrat sie eine konsequent klassenkämpferische Haltung: Echte Sozialreformen müssten das Ziel der sozialen Revolution stets im Auge behalten und ihm dienen. Sozialismus sei nur durch die Machtübernahme des Proletariats und Umwälzung der Produktionsverhältnisse zu erreichen.
Georg Gradnauer, Dresdner SPD-Reichstagsabgeordneter und Anhänger Bernsteins, griff die Linken im Vorwärts als Verursacher des Streits an. Rosa Luxemburg verteidigte sie in der Sächsischen Arbeiterzeitung und erlaubte ihm den Abdruck einer ersten, nicht aber zweiten Replik. Daraufhin stellten sich drei Mitredakteure, die den Redaktionswechsel für mehr Eigenrechte nutzen wollten und sich von ihren Versuchen zur Qualitätsanhebung des Blattes bevormundet fühlten, öffentlich gegen sie. Am 2. November bot sie daher ihren Rücktritt an, wollte aber die Entscheidung der SPD-Pressekommission über ihre redaktionellen Rechte abwarten. Der Vorwärts behauptete am Folgetag, sie sei bereits zurückgetreten. August Bebel veranlasste, dass die SPD-Pressekommission ihren Kollegen recht gab und ihr eine öffentliche Antwort verbot: Sie habe sich zu sehr als Frau und zu wenig als Parteigenossin gezeigt. Ihre direkte Antwort an Bebel, in der sie die Einschränkung ihrer Handlungsfreiheit als Chefredakteurin zurückwies, blieb unveröffentlicht. Diese negative Erfahrung förderte ihre späteren Angriffe auf die hierarchischen Organisationsstrukturen der SPD.
Sie zog wieder nach Berlin und schrieb von dort aus regelmäßig gegen Entgelt anonyme Artikel für verschiedene SPD-Zeitungen über wichtige wirtschaftliche und technische Entwicklungen in aller Welt. Dafür recherchierte sie täglich in Bibliotheken, worauf sie ab Dezember 1898 zeitweise polizeilich überwacht wurde. Zu ihren engen Freunden gehörten Clara Zetkin, die inner- und außerhalb der SPD für eine selbstbestimmte internationale Frauenbewegung eintrat, und Bruno Schönlank, Chefredakteur der Leipziger Volkszeitung. Dort wies sie mit der Artikelserie Miliz und Militarismus im Februar 1899 die Thesen von Max Schippel zurück: Dieser wollte das SPD-Ziel einer Volksmiliz als Alternative zum kaiserlichen Militär aufgeben und sah die vorhandenen stehenden Heere als unentbehrliche ökonomische Entlastung und Übergang zu einem künftigen „Volksheer“ an. Sie kritisierte Schippels Annäherung an den kaiserlichen Militarismus als logische Folge des Bernstein’schen Revisionismus und dessen mangelnder Bekämpfung in der SPD. Sie schlug vor, die internen Protokolle der SPD-Reichstagsfraktion zu veröffentlichen und beim nächsten Parteitag über Schippels Thesen zu diskutieren. Diesmal fand sie ein positives Echo beim Parteivorstand. Kautsky lud sie im März 1899 zu sich nach Hause ein und schlug ihr ein Bündnis gegen militaristische Tendenzen in der SPD vor. Wilhelm Liebknecht erlaubte ihr ein Referat über den aktuellen Kurs der Regierung und der SPD in Berlin. Bebel traf sich mit ihr, unterstützte ihre Forderungen, lehnte aber eine eigene Stellungnahme weiterhin ab, weil er Wahleinbußen für die SPD fürchtete. Damit hatte die Parteiführung sie als Dialogpartnerin anerkannt. Sie nutzte dies, um für mehr Akzeptanz der SDKP-Positionen zu werben.
Vom 4. bis 8. April 1899 antwortete Rosa Luxemburg auf Bernsteins neues Buch Die Voraussetzungen des Sozialismus und die Aufgaben der Sozialdemokratie mit einer zweiten Artikelserie zum Thema Sozialreform oder Revolution? in der Leipziger Volkszeitung. Darin bejahte sie den Alltagskampf der SPD um Reformen als notwendiges Mittel zum Zweck der Abschaffung des ausbeuterischen Lohnsystems. Bernstein habe diesen Zweck aufgegeben und das Mittel des Klassenkampfs, die Reformen, zum Selbstzweck gemacht. Damit habe er im Grunde die Mission der SPD für historisch überholt erklärt. Die SPD gäbe sich selbst auf, würde sie dem folgen. Die Marx’sche Krisentheorie bleibe aktuell, da das Wachstum der Produktivkräfte im Kapitalismus zwangsläufig periodische Absatzkrisen erzeuge und Kredite und Unternehmerorganisationen diese Krisen nur auf zwischenstaatliche Konkurrenz verlagerten, aber nicht aufhöben. Sie forderte die „Revisionisten“ auf, die SPD zu verlassen, weil sie das Parteiziel aufgegeben hätten. Dafür fand sie viel Zustimmung in der SPD. Mehrere SPD-Wahlkreise beantragten den Ausschluss der Revisionisten.
Beim Reichsparteitag in Hannover (9.–17. Oktober 1899) bekräftigte Bebel als Hauptredner das Erfurter Programm, die freie und kritische Diskussion über die Marx’sche Theorie und lehnte den Ausschluss der Revisionisten ab. Rosa Luxemburg stimmte ihm weitgehend zu: Da die Revisionisten die SPD-Position ohnehin nicht bestimmten, sei ihr Ausschluss nicht notwendig. Es genüge, sie ideologisch in die Schranken zu weisen. Eine proletarische Revolution bedeute die Aussicht auf ein Geringstmaß an Gewalt; wieweit diese notwendig werde, bestimme der Gegner. Seit dieser innerparteilichen Auseinandersetzung war Rosa Luxemburg als scharfzüngige und intelligente Gegnerin der „Revisionisten“ bekannt, geachtet und zum Teil auch gefürchtet. Sie erfuhr als Jüdin aus dem Ausland viel Ablehnung in der SPD.
1900 starb ihr Vater. Auf ihr Verlangen zog Leo Jogiches zu ihr nach Berlin. Sie löste ihre Ehe mit Gustav Lübeck auf. 1903 wurde sie Mitglied im Internationalen Sozialistischen Bureau. Im Reichstagswahlkampf 1903 behauptete Kaiser Wilhelm II., er verstehe die Probleme der deutschen Arbeiter besser als jeder Sozialdemokrat. Darauf antwortete Rosa Luxemburg in einer Wahlkampfrede: „Der Mann, der von der guten und gesicherten Existenz der deutschen Arbeiter spricht, hat keine Ahnung von den Tatsachen.“ Dafür wurde sie im Juli 1904 wegen „Majestätsbeleidigung“ zu drei Monaten Gefängnis verurteilt, von denen sie sechs Wochen verbüßen musste. 1904 kritisierte sie in der russischen Zeitung Iskra erstmals Lenins zentralistisches Parteikonzept (Organisationsfragen der russischen Sozialdemokratie). Als Vertreterin der SPD und der SDKPiL setzte sie beim Kongress der Zweiten Internationale in Amsterdam klassenkämpferische gegen reformistische Positionen durch. 1905 wurde sie Redakteurin bei der SPD-Parteizeitung Vorwärts. Im Dezember 1905 reiste sie unter dem Pseudonym „Anna Matschke“ mit Leo Jogiches nach Warschau, um die russische Revolution 1905 zu unterstützen und die SDKPiL zur Teilnahme daran zu bewegen. Im März 1906 wurde sie verhaftet. Es gelang ihr, ein Kriegsgerichtsverfahren mit drohender Todesstrafe abzuwenden. Nach ihrer Freilassung gegen eine hohe Kaution reiste sie nach Petersburg und traf dort russische Revolutionäre, darunter Lenin.
In diesem Zusammenhang warfen polnische Nationalisten (Roman Dmowski, Andrzej Niemojewski) ihr öffentlich vor, sie lenke den „jüdischen“ internationalistischen Flügel der Sozialdemokratie, der eine Verschwörung zur Zerstörung Kongresspolens betreibe. Der Antisemit Niemojewski machte das Judentum für den Sozialismus verantwortlich. Rosa Luxemburg erreichte daraufhin, dass führende westeuropäische Sozialdemokraten (der Franzose Jean Jaurès sowie August Bebel, Karl Kautsky, Franz Mehring) gemeinsam den Antisemitismus als Ideologie des reaktionären Bürgertums verwarfen.
Sie warnte frühzeitig vor einem kommenden Krieg der europäischen Großmächte, griff immer stärker den deutschen Militarismus und Imperialismus an und versuchte, ihre Partei zu einem energischen Gegenkurs zu verpflichten. 1906 wurde sie auf Antrag der Staatsanwaltschaft Weimar wegen „Anreizung verschiedener Klassen der Bevölkerung zu Gewalttätigkeiten“ in einer SPD-Parteitagsrede zu zwei Monaten Haft verurteilt, die sie voll verbüßte. Ihre Erfahrungen mit der russischen Revolution verarbeitete sie nach ihrer Rückkehr nach Deutschland in der Schrift Massenstreik, Partei und Gewerkschaften (1906). Um die „internationale Solidarität der Arbeiterklasse“ gegen den Krieg einzuüben, forderte sie darin von der SPD die Vorbereitung des Generalstreiks nach polnisch-russischem Vorbild. Zugleich setzte sie ihr internationales Engagement fort und nahm 1907 mit Leo Jogiches am fünften Parteitag der russischen Sozialdemokraten in London teil. Beim folgenden Kongress der Zweiten Internationale in Stuttgart brachte sie erfolgreich eine Resolution ein, die gemeinsames Handeln aller europäischen Arbeiterparteien gegen den Krieg vorsah.
Ab 1907 unterhielt sie eine mehrjährige Liebesbeziehung zu Kostja Zetkin, aus der etwa 600 Briefe erhalten sind.

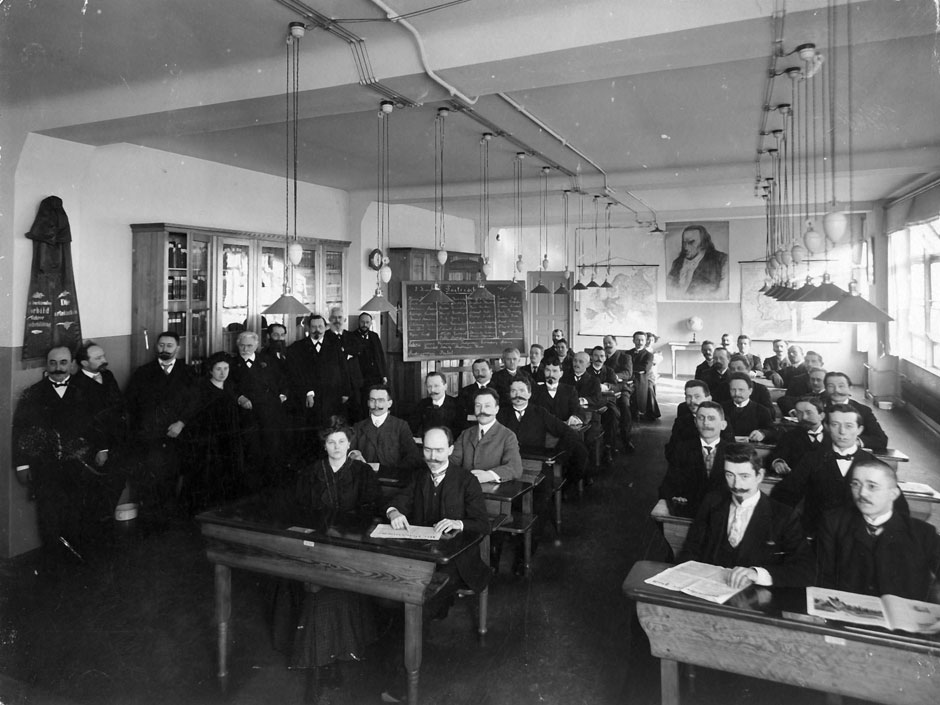
Besuch des Parteivorstandes im Jahr 1907 bei der Reichsparteischule der SPD. Dozentin Rosa Luxemburg (stehend vierte von links), August Bebel (stehend fünfter von links), Friedrich Ebert (links in der 3. Bank der rechten Bankreihe)

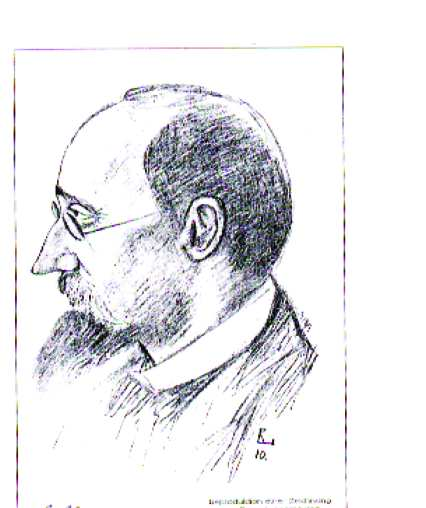
Zeichnung Rosa Luxemburgs aus dem Jahr 1910: Porträt des Geschäftsführers der Rheinisch-Westfälischen Arbeiter-Zeitung Robert Umbreit

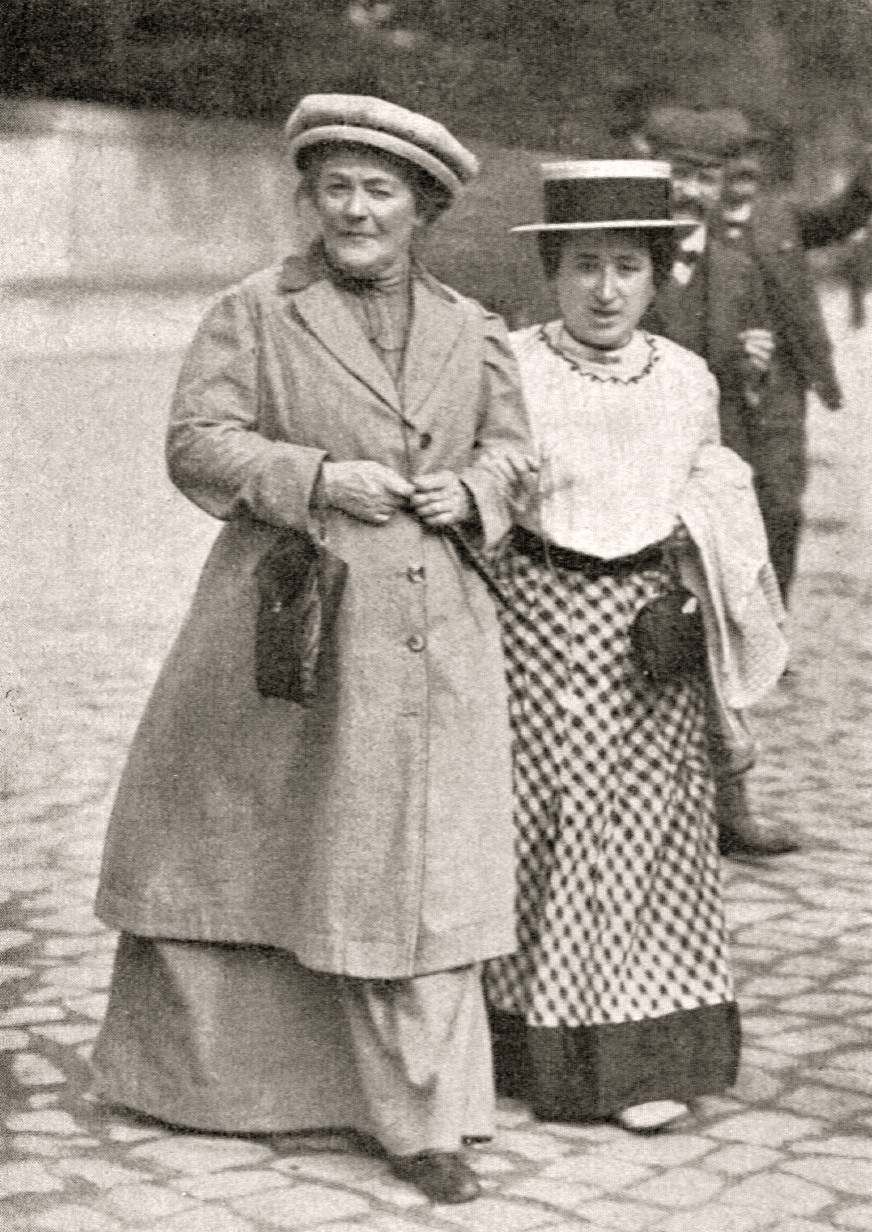
Rosa Luxemburg (rechts) mit Clara Zetkin beim SPD-Parteitag in Magdeburg 1910

Ebenfalls ab 1907 lehrte sie als Dozentin für Wirtschaftsgeschichte und Nationalökonomie an der SPD-Parteischule in Berlin, 1911 kam noch das auf ihre Anregung hin eingeführte Unterrichtsfach „Geschichte des Sozialismus“ hinzu. Einer ihrer Schüler war der spätere KPD-Gründer und DDR-Präsident Wilhelm Pieck. Als die SPD sich beim Aufstand der Herero und Nama in Deutsch-Südwestafrika, dem heutigen Namibia, klar gegen den Kolonialismus und Imperialismus des Kaiserreichs aussprach, verlor sie bei der Reichstagswahl 1907 – den sogenannten „Hottentotten-Wahlen“ – rund ein Drittel ihrer Reichstagssitze. Doch den Generalstreik als politisches Kampfmittel lehnten SPD- und Gewerkschaftsführung weiterhin strikt ab. Darüber zerbrach 1910 Rosa Luxemburgs Freundschaft mit Karl Kautsky. Damals machten Berichte der New York Times über den SPD-Parteitag in Magdeburg sie auch in den USA bekannt.
1912 reiste sie als Vertreterin der SPD zu europäischen Sozialistenkongressen, darunter dem in Paris, wo sie und Jean Jaurès die europäischen Arbeiterparteien zu einer feierlichen Verpflichtung brachten, beim Kriegsausbruch zum Generalstreik aufzurufen. Als der Balkankrieg 1913 fast schon einen Weltkrieg auslöste, organisierte sie Demonstrationen gegen den Krieg. In zwei Reden in Frankfurt-Bockenheim am 25. September und in Fechenheim bei Frankfurt am Main am 26. September 1913 rief sie eine Menge von Hunderttausenden zu Kriegsdienst- und Befehlsverweigerung auf: „Wenn uns zugemutet wird, die Mordwaffen gegen unsere französischen oder anderen ausländischen Brüder zu erheben, so erklären wir: ‚Nein, das tun wir nicht!‘“ Daher wurde sie der „Aufforderung zum Ungehorsam gegen Gesetze und Anordnungen der Obrigkeit“ angeklagt und im Februar 1914 zu insgesamt 14 Monaten Gefängnis verurteilt. Ihre Rede vor der Frankfurter Strafkammer wurde später unter dem Titel Militarismus, Krieg und Arbeiterklasse veröffentlicht. Vor dem Haftantritt konnte sie Ende Juli noch an einer Sitzung des Internationalen Sozialistischen Büros teilnehmen. Dort erkannte sie ernüchtert: Auch in den europäischen Arbeiterparteien, vor allem den deutschen und französischen, war der Nationalismus stärker als das internationale Klassenbewusstsein.

### Engagement während des Ersten Weltkrieges (1914–1918)
Am 2. August, in Reaktion auf die Kriegserklärung des Deutschen Reiches an Russland und Frankreich vom Vortag, erklärten die deutschen Gewerkschaften einen Streik- und Lohnverzicht für die gesamte Dauer des bevorstehenden Krieges. Am 4. August 1914 stimmte die SPD-Reichstagsfraktion einstimmig und gemeinsam mit den übrigen Reichstagsfraktionen für die Aufnahme der ersten Kriegskredite und ermöglichte damit die Mobilmachung. Rosa Luxemburg erlebte diesen Bruch der SPD-Vorkriegsbeschlüsse als schweres, folgenreiches Versagen der SPD und dachte deswegen kurze Zeit an Selbstmord. Aus ihrer Sicht hatte der Opportunismus, den sie immer bekämpft hatte, gesiegt und das Ja zum Krieg nach sich gezogen.
Am 5. August gründete sie mit Hermann Duncker, Hugo Eberlein, Julian Marchlewski, Franz Mehring, Ernst Meyer und Wilhelm Pieck die „Gruppe Internationale“, der sich wenig später unter anderem auch Karl Liebknecht anschloss. Darin sammelten sich diejenigen Kriegsgegner der SPD, die deren Stillhaltepolitik komplett ablehnten. Sie versuchten, die Partei zur Rückkehr zu ihren Vorkriegsbeschlüssen und zur Abkehr von der Burgfriedenspolitik zu bewegen, einen Generalstreik für einen Friedensabschluss vorzubereiten und so auch einer internationalen proletarischen Revolution näherzukommen. Daraus ging 1916 die reichsweite „Spartakusgruppe“ hervor, deren Spartakusbriefe Rosa Luxemburg und Karl Liebknecht gemeinsam herausgaben.
Rosa Luxemburg musste am 18. Februar 1915 die Haftstrafe im Berliner Weibergefängnis antreten, die sie für ihre in Frankfurt am Main gehaltene Rede erhalten hatte. Ein Jahr später wurde sie entlassen. Schon drei Monate später wurde sie nach dem damaligen Schutzhaft-Gesetz zur „Abwendung einer Gefahr für die Sicherheit des Reichs“ zu insgesamt zweieinhalb Jahren Zuchthaus verurteilt. Im Juli 1916 begann ihre „Sicherungsverwahrung“. Drei Jahre und vier Monate verbrachte sie zwischen 1915 und 1918 im Gefängnis. Sie wurde zweimal verlegt, zuerst nach Wronke nahe Posen, dann nach Breslau. Dort sammelte sie Nachrichten aus Russland und verfasste einige Aufsätze, die ihre Freunde herausschmuggelten und illegal veröffentlichten. In ihrem Aufsatz Die Krise der Sozialdemokratie, erschienen im Juni 1916 unter dem Pseudonym Junius, rechnete sie mit der „bürgerlichen Gesellschaftsordnung“ und der Rolle der SPD ab, deren reaktionäres Wesen der Krieg offenbart habe. Lenin kannte diese Schrift und antwortete positiv darauf, ohne zu ahnen, wer sie verfasst hatte.
Im Februar 1917 weckte der Sturz des Zaren durch die Februarrevolution in Russland Hoffnungen auf ein baldiges Kriegsende. Die neue Provisorische Regierung setzte den Krieg gegen Deutschland jedoch fort. Dort kam es im März in vielen Städten zu monatelangen Protesten und Massenstreiks: zuerst gegen die Mangelwirtschaft, dann gegen Lohnverzicht und schließlich gegen den Krieg und die Monarchie. Im April 1917 erfolgte der Kriegseintritt der USA. Nun gründeten die Kriegsgegner, die die SPD ausgeschlossen hatte, die Unabhängige Sozialdemokratische Partei Deutschlands, die rasch Zulauf gewann. Obwohl der Spartakusbund die Parteispaltung bis dahin abgelehnt hatte, trat er nun der neuen Linkspartei bei. Er behielt seinen Gruppenstatus, um weiterhin konsequent für eine internationale sozialistische Revolution werben zu können. Diesem Ziel folgten nur wenige USPD-Gründer.
Während die SPD-Führung erfolglos versuchte, die Oberste Heeresleitung (OHL) zu Friedensverhandlungen mit US-Präsident Woodrow Wilson zu gewinnen, ermöglichte diese Lenin die Durchreise aus seinem Schweizer Exil nach Sankt Petersburg. Dort gewann er die Führung der Bolschewiki und bot den Russen einen sofortigen Separatfrieden mit Deutschland an. Damit gewannen die Bolschewiki eine Mehrheit im Volkskongress, doch nicht in der Duma, dem russischen Nationalparlament. Mitte September 1917 ließ der Ministerpräsident Kerenski die Duma auflösen und bildete ein sogenanntes „Direktorium“. In der Oktoberrevolution lösten es die Bolschewiki auf und setzten Arbeiterräte (Sowjets) als Regierungsorgane ein.
Rosa Luxemburg ließ sich fortlaufend über diese Ereignisse informieren und schrieb dazu den Aufsatz Zur russischen Revolution. Darin begrüßte sie Lenins Revolution, kritisierte aber zugleich scharf seine Strategie und warnte vor einer Diktatur der Bolschewiki. In diesem Zusammenhang formulierte sie den berühmten Satz: „Freiheit ist immer Freiheit der Andersdenkenden.“ Erst 1922 veröffentlichte ihr Freund Paul Levi diesen Aufsatz. Trotz ihrer Vorbehalte rief sie nun unermüdlich zu einer deutschen Revolution nach russischem Vorbild auf und forderte eine „Diktatur des Proletariats“, grenzte diesen Begriff aber gegen Lenins Avantgardekonzept ab. Sie verstand darunter die demokratische Eigenaktivität der Arbeiter im Revolutionsprozess, Betriebsbesetzungen, Selbstverwaltung und politische Streiks bis zur Verwirklichung sozialistischer Produktionsverhältnisse.

### Novemberrevolution und KPD-Gründung (1918–1919)

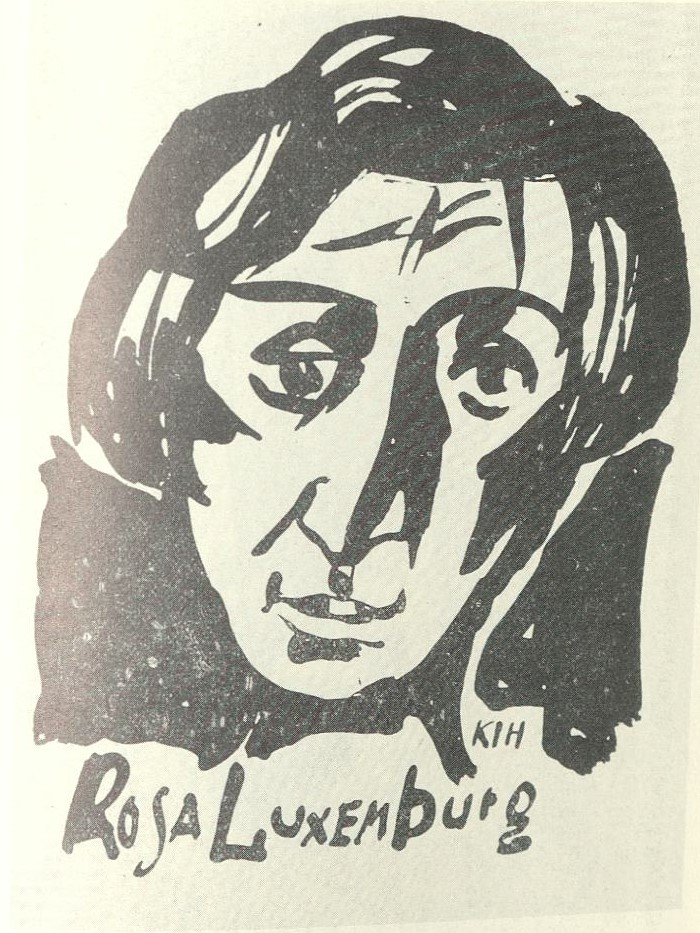
Karl Jakob Hirsch Rosa Luxemburg (1919)

Im Januarstreik 1918 bildeten sich in vielen bestreikten Betrieben eigenständige Arbeitervertreter heraus, die revolutionären Obleute. Immer mehr Deutsche lehnten die Fortsetzung des Krieges ab. Nach dem Durchbruch der Triple Entente an der Westfront am 8. August 1918 beteiligte die kaiserliche Regierung auf Verlangen der Obersten Heeresleitung (OHL) am 5. Oktober erstmals den Reichstag an ihren Entscheidungen. Max von Baden wurde Reichskanzler, mehrere Sozialdemokraten traten in die Regierung ein. Diese bat die Entente um Waffenstillstandsverhandlungen. Die Spartakisten sahen diese Verfassungsänderung als Täuschungsmanöver zur Abwehr der kommenden Revolution und stellten am 7. Oktober reichsweit ihre Forderungen nach einem grundlegenden Umbau der Gesellschafts- und Staatsordnung.
Die Novemberrevolution erreichte am 9. November Berlin, wo Philipp Scheidemann eine deutsche, der vorzeitig aus dem Gefängnis entlassene Karl Liebknecht eine sozialistische Republik ausriefen. Rosa Luxemburg wurde am 9. November aus der Breslauer Haft entlassen und traf am 10. November in Berlin ein. Karl Liebknecht hatte bereits den Spartakusbund reorganisiert. Beide gaben gemeinsam die Zeitung Die Rote Fahne heraus, um täglich auf die Entwicklung Einfluss zu nehmen. In einem ihrer ersten Artikel forderte Rosa Luxemburg eine Amnestie für alle politischen Gefangenen und die Abschaffung der Todesstrafe. Am 18. November schrieb sie:

„Der Bürgerkrieg, den man aus der Revolution mit ängstlicher Sorge zu verbannen sucht, läßt sich nicht verbannen. Denn Bürgerkrieg ist nur ein anderer Name für Klassenkampf, und der Gedanke, den Sozialismus ohne Klassenkampf, durch parlamentarischen Mehrheitsbeschluß einführen zu können, ist eine lächerliche kleinbürgerliche Illusion.“

 Sie trat nach der Erinnerung Wilhelm von Bodes damals für den Schutz der Berliner Kulturgüter gegen Plünderer ein und sorgte dafür, dass eine Wache für die Berliner Museumsinsel abgestellt wurde.
Ebert hatte sich am Abend des 10. November mit Ludendorffs Nachfolger, General Wilhelm Groener, im Ebert-Groener-Pakt heimlich auf eine Zusammenarbeit gegen Versuche einer Entmachtung der kaiserlichen Offiziere und weitergehenden Revolution verständigt und beorderte Anfang Dezember ehemalige Fronttruppen nach Berlin. Diese sollten unerwünschte Ergebnisse des geplanten Reichsrätekongresses vereiteln, der eine neue Verfassung und Wahlen vorbereiten sollte. Am 6. Dezember erschossen Soldaten dieser Truppen bei Straßenkämpfen demonstrierende Arbeiter. Am 10. Dezember zog die Garde-Kavallerie-Schützen-Division in Berlin ein. Rosa Luxemburg vermutete, dass Ebert diese Reichswehreinheiten gegen Berliner Arbeiter einzusetzen vorhatte, und forderte daraufhin im Artikel Was will der Spartakusbund? am 14. Dezember in der Roten Fahne alle Macht für die Räte, die Entwaffnung und die Umerziehung der heimgekehrten Soldaten und die „Bewaffnung des Volkes“. Terror, wie ihn die Bolschewiki praktizierten, lehnte sie ab, doch Gewaltlosigkeit wollte sie angesichts des zu erwartenden Widerstands der Kapitalistenklasse auch nicht das Wort reden:

„Der Kampf um den Sozialismus ist der gewaltigste Bürgerkrieg, den die Weltgeschichte gesehen, und die proletarische Revolution muß sich für diesen Bürgerkrieg das nötige Rüstzeug bereiten, sie muß lernen, es zu gebrauchen – zu Kämpfen und Siegen.“

Beim Reichsrätekongress vom 16. bis zum 20. Dezember waren nur zehn Spartakisten vertreten. Rosa Luxemburg und Karl Liebknecht erhielten kein Rederecht. Eine Mehrheit stimmte gemäß dem breiten Bevölkerungswillen für parlamentarische Wahlen zur Weimarer Nationalversammlung am 19. Januar 1919 und die Selbstauflösung der Arbeiterräte. Eine Kontrollkommission sollte das Militär überwachen, eine Sozialisierungskommission sollte die vielfach geforderte Enteignung kriegswichtiger Großindustrie beginnen.
Infolge der Weihnachtskämpfe vom 24. Dezember verließen die Mitglieder der USPD am 29. Dezember den Rat der Volksbeauftragten. Daraufhin unterstellte Luxemburg diesem, er werde eine Diktatur errichten. Damit delegitimierte sie die Regierung und ihr Streben nach der Schaffung einer parlamentarischen Demokratie. Für Luxemburg gab es nur noch die Wahl zwischen zwei Diktaturen, nämlich der von Ebert-Scheidemann bzw. einer Militärdiktatur unter Paul von Hindenburg, die sie für möglich hielt, und der von ihr befürworteten Diktatur des Proletariats.
Am 1. Januar 1919 gründeten die Spartakisten und andere linkssozialistische Gruppen aus dem ganzen Reich die KPD. Diese nahm Rosa Luxemburgs Spartakusprogramm kaum verändert als Parteiprogramm an. Darin betonte sie, dass Kommunisten die Macht niemals ohne erklärten mehrheitlichen Volkswillen ergreifen würden. Ihre dringende Empfehlung, an den kommenden Parlamentswahlen teilzunehmen, um auch dort für eine Fortsetzung der Revolution zu werben, lehnte eine deutliche Parteitagsmehrheit ab.
Als Ebert am 4. Januar 1919 den Berliner Polizeipräsidenten Emil Eichhorn (USPD) absetzte, weil dieser bei den Weihnachtskämpfen gemeinsame Sache mit den aufständischen Soldaten gemacht hatte, riefen Revolutionäre Obleute am 5. Januar zu einem Generalstreik auf und besetzten das Berliner Zeitungsviertel, um zum Sturz der Übergangsregierung aufzurufen. Während Karl Liebknecht sie unterstützte und die KPD erfolglos Berliner Regimenter zur Teilnahme zu bewegen versuchte, hielt Rosa Luxemburg diesen zweiten Revolutionsversuch für mangelhaft vorbereitet, verfrüht und kritisierte Liebknecht deswegen intern scharf. Während Karl Liebknecht offen zum bewaffneten Kampf gegen die Regierung aufrief, riet Rosa Luxemburg hiervon ab. Öffentlich von dem Aufstand abraten mochte sie aber auch nicht. In Zeitungen kursierten seit Anfang Dezember Mordaufrufe gegen die Spartakusführer; Eduard Stadtler hatte damals mit Geldern der Deutschen Bank und von Friedrich Naumann eine „Antibolschewistische Liga“ gegründet, deren Antibolschewistenfonds ab 10. Januar 1919 Gelder der deutschen Wirtschaft erhielt. Damit wurden unter anderem die Anwerbung und Ausrüstung der Freikorps sowie Belohnungen zur Festsetzung und Ermordung von Spartakisten bezahlt. Die Regierung sprach auf Flugblättern von der bevorstehenden „Stunde der Abrechnung“, die revolutionäre Seite drohte auf ihren Flugblättern den Regierungsmitgliedern mit dem „Schafott“ und sprach von „Todfeinden“. Vermittlungsgespräche zwischen dem Revolutionskomitee und der Übergangsregierung scheiterten. Von Gustav Noske befehligte kaiserliche Truppen schlugen den sogenannten Spartakusaufstand vom 8. bis 12. Januar gewaltsam nieder und erschossen Hunderte von Aufständischen, darunter auch viele Unbewaffnete, die sich schon ergeben hatten. Die Spartakusführer mussten untertauchen, blieben aber in Berlin. In dieser Situation zogen am 13. Januar weitere militärische Verbände, Freikorps, in die Stadt ein. Die Garde-Kavallerie-Schützen-Division, bald darauf erweitert zum Garde-Kavallerie-Schützen-Korps, wurde nach Berlin verlegt. Es folgten weitere Gewalttaten durch diese Verbände. Verbunden waren die Kräfte nicht unbedingt zur Sicherung der Regierung, sondern einig im Kampf gegen Republik, Demokratie und Revolutionäre.

### Ermordung und Bestattung
In ihren letzten Lebenstagen ging es Rosa Luxemburg gesundheitlich sehr schlecht, trotzdem verfolgte sie noch aktiv das revolutionäre Geschehen. In ihrer letzten Veröffentlichung in der Roten Fahne bekräftigte sie nochmals ihr unbedingtes Vertrauen in die Arbeiterklasse; sie werde aus ihren Niederlagen lernen und sich bald wieder zum „Endsieg“ erheben. Bereits seit Dezember wurden von der „Antibolschewistischen Liga“ Flugblätter und Plakate veröffentlicht, in denen zur Ergreifung der Anführer des revolutionären Aufstandes aufgerufen wurde. Karl Liebknecht und Rosa Luxemburg wurden dabei als Verantwortliche ausdrücklich benannt. In all diesen Medien wurde explizit dazu aufgerufen, die Führer des Spartakusbundes zu töten.

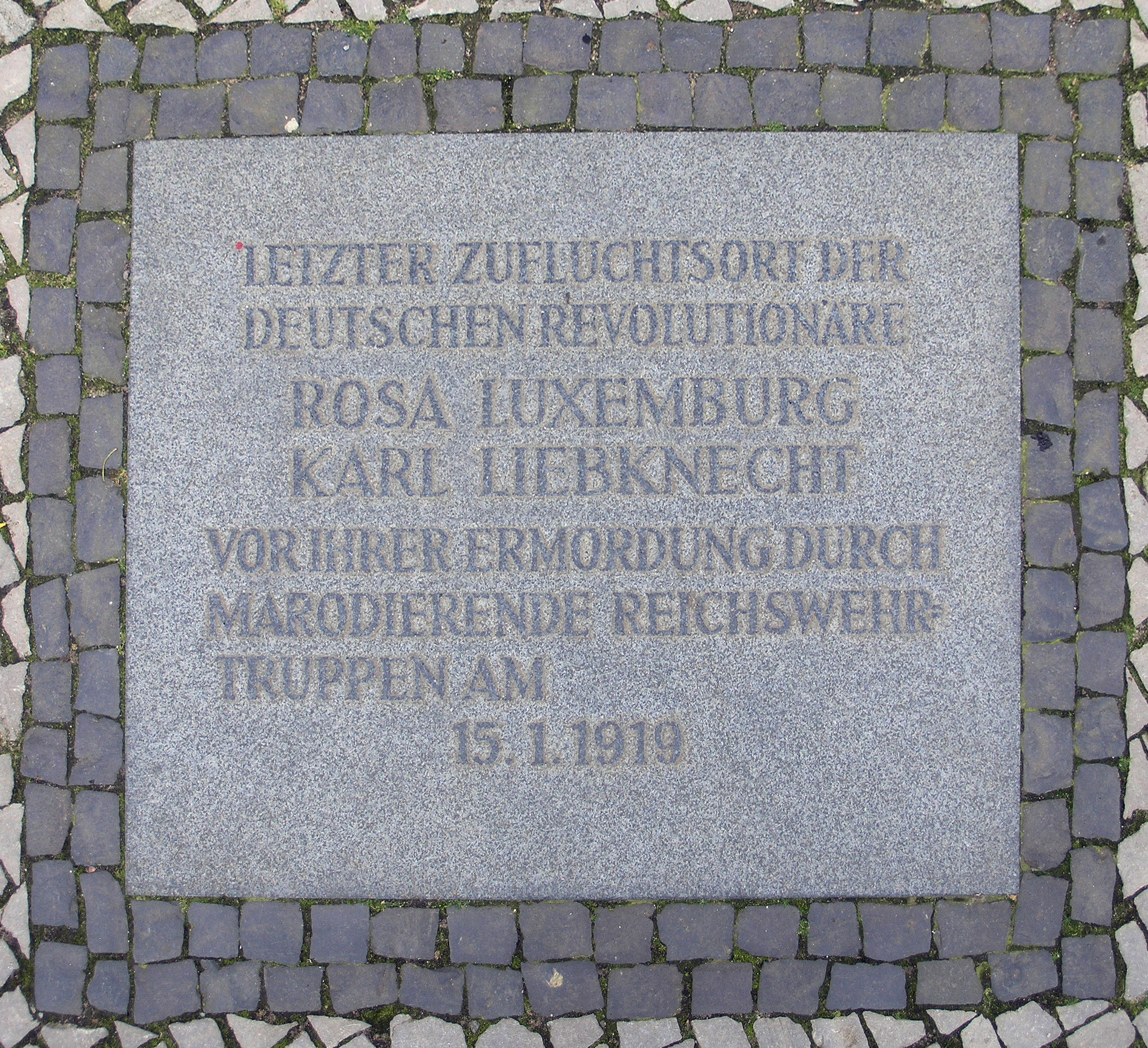
Gedenktafel Mannheimer Str. 27

Am 15. Januar 1919 nahm eine „Wilmersdorfer Bürgerwehr“, die über genaue Steckbriefe verfügte, sie und Karl Liebknecht in einer Wohnung der Mannheimer Straße 27 in Berlin-Wilmersdorf fest und brachte sie in das Eden-Hotel. Dort residierte der Stab der Garde-Kavallerie-Schützen-Division unter dem Ersten Generalstabsoffizier Hauptmann Waldemar Pabst, der die Verfolgung von Spartakisten in Berlin organisierte. Befehlshaber dieser Division war Generalleutnant Heinrich von Hofmann, der, gesundheitlich stark eingeschränkt, die operative Führung Pabst überließ. Die Gefangenen wurden nacheinander über mehrere Stunden verhört und dabei schwer verletzt.
Pabst beschloss mit seinen Offizieren, sie zu ermorden; der Mord sollte nach einer spontanen Tat Unbekannter aussehen. Er begriff dies bis zu seinem Lebensende nicht als Mord, sondern als Hinrichtung im nationalen Interesse. Der am Haupteingang bereitstehende Jäger Otto Wilhelm Runge schlug Rosa Luxemburg beim Verlassen des Hotels mehrfach mit einem Gewehrkolben, bis sie bewusstlos war. Sie wurde in einen bereitstehenden Wagen geworfen. Der Freikorps-Leutnant Hermann Souchon sprang bei ihrem Abtransport auf das Trittbrett des Wagens auf und erschoss sie mit einem aufgesetzten Schläfenschuss etwa an der Ecke Nürnberger Straße/Kurfürstendamm (heute Budapester Straße). Kurt Vogel ließ ihre Leiche in den Berliner Landwehrkanal in der Nähe der heutigen Lichtensteinbrücke werfen.
Die offizielle Lesart für diesen Mord war „beim Verlassen des Hotels von einer aufgebrachten Menschenmenge getötet“. Die Leiche sei später von einer „Menschenmenge“ entwendet worden.

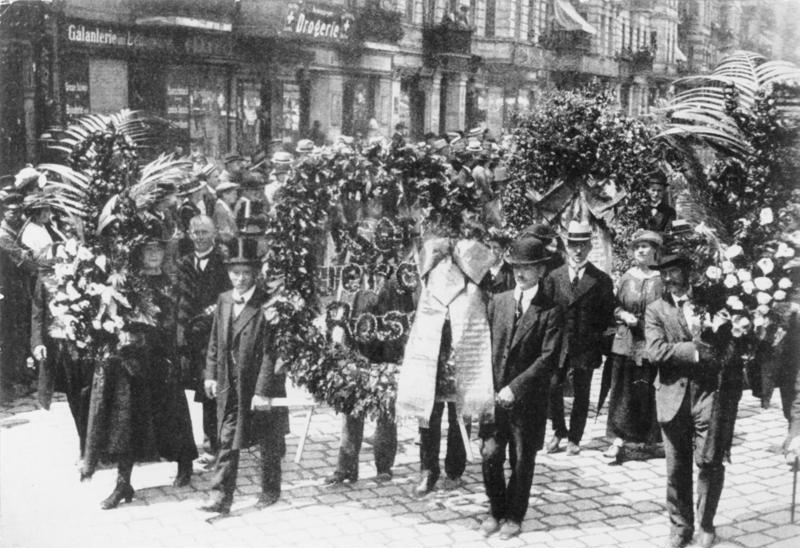
Trauerzug im Rahmen der Beisetzung von Rosa Luxemburg

Weil ihr Leichnam noch nicht gefunden war, wurde am 25. Januar 1919 symbolisch ein leerer Sarg für Rosa Luxemburg auf dem Zentralfriedhof Friedrichsfelde neben Karl Liebknecht bestattet. Über 100.000 Menschen nahmen teil. Der Ermordung der Spartakusführer folgten bis Anfang Juli 1919 in ganz Deutschland bürgerkriegsähnliche Unruhen. Gustav Noske ließ sie mit Freikorps und kaiserlichen Truppen gewaltsam niederschlagen; dies forderte einige Tausend Tote.
Am 31. Mai 1919 fand ein Schleusenarbeiter Rosa Luxemburgs Leichnam an einer Schleuse im Landwehrkanal in der Nähe der Unteren Freiarchenbrücke. Um Massenunruhen zu vermeiden, verhängte Noske eine Nachrichtensperre, ließ den Leichnam konfiszieren und in das Militärlager Zossen bringen. Die Rechtsmediziner Fritz Straßmann und Paul Fraenckel obduzierten ihn im Standortlazarett von Wünsdorf und stellten einen Pistolennahschuss als Todesursache fest. Am 5. Juni identifizierte Mathilde Jacob die Tote. Am 13. Juni wurde Rosa Luxemburgs Leichnam nach Berlin überführt und neben Karl Liebknechts Grab beigesetzt. Zehntausende begleiteten die Bestattung. Paul Levi hielt die Totenrede. Auch in Wien gab es aus diesem Anlass eine Großdemonstration und Streiks. 1935 ebneten die Nationalsozialisten ihr Grab ein und entnahmen ihre Gebeine. Als die sterblichen Überreste Luxemburgs 1950 im Auftrag von Wilhelm Pieck umgebettet werden sollten, erbrachte die Grabung keinen Erfolg.
Als Mörder von Rosa Luxemburg galt jahrzehntelang Kurt Vogel, mittlerweile gilt jedoch die Täterschaft von Hermann Souchon als erwiesen. Beide Offiziere waren allerdings unmittelbar tatbeteiligt. Der Soldat, der in beiden Fällen noch vor Abfahrt des Wagens mit seinem Gewehrkolben auf die Gefangenen einschlug, war Otto Runge.

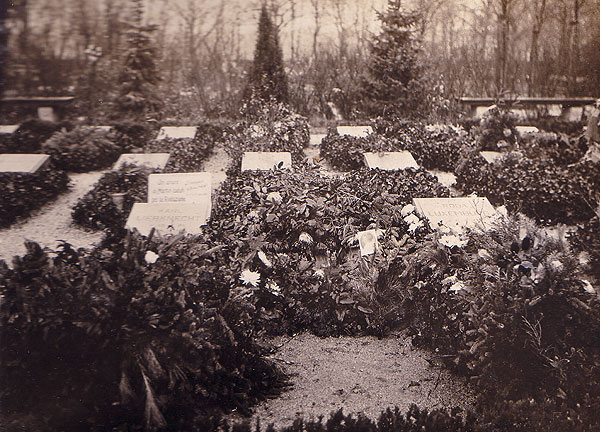
Grab Karl Liebknechts und Rosa Luxemburgs 1919

## Politisches Denken und Handeln

### Marxismus als selbstkritische Methode der Kapitalismusanalyse
Rosa Luxemburg vertrat energisch die Ideen des Kommunistischen Manifests von Karl Marx und Friedrich Engels. Sie fasste deren Theorien jedoch nicht dogmatisch, sondern kritisch auf:

„Marxismus ist eine revolutionäre Weltanschauung, die stets nach neuen Erkenntnissen ringen muss, die nichts so verabscheut wie das Erstarren in einmal gültigen Formen, die am besten im geistigen Waffengeklirr der Selbstkritik und im geschichtlichen Blitz und Donner ihre lebendige Kraft bewahrt.“

In zwei Aufsätzen über Marx aktualisierte sie seine Grundideen ganz verschieden. Für die Marx-Biografie von Franz Mehring von 1901 schrieb sie eine Zusammenfassung des Kapital. Darin erklärte sie
- das Entstehen des Profits aus dem Lohngesetz, das dem Arbeiter immer einen Teil des Gegenwerts seines Produkts vorenthält (Band 1);
- die Konkurrenzgesetze des Marktes, die den Unternehmer zwingen, seinen Profit wiederum gewinnbringend zu „realisieren“, sowie das Kreditsystem, das Produktionsprozess und Warenverkehr in Gang hält (Band 2);
- das Gesetz der „durchschnittlichen Profitrate“, das die Verteilung des gesellschaftlich produzierten Reichtums bedingt und die zwangsläufig auftretenden „Krisen“ in der kapitalistischen Ökonomie hervorruft (Band 3).

Diese Gesetzmäßigkeiten begründeten für sie die grundlegende Klassensolidarität der Kapitaleigner gegenüber den Produzenten, so dass strukturelle Ausbeutung nur durch die Aufhebung von Lohnarbeit und Klassenherrschaft überwindbar sei.
Als Parteidozentin schrieb sie seit 1907, dann 1916 in Haft auch eine allgemeinverständliche Einführung in die Nationalökonomie, die posthum 1925 erschien. Georg Lukács schrieb 1923 in Geschichte und Klassenbewußtsein, Rosa Luxemburg sei „der einzige Schüler von Marx […], der sein Werk sowohl im sachlich-ökonomischen wie im methodisch-ökonomischen Sinne wirklich weitergeführt“ habe.

### Imperialismustheorie
In ihrem Hauptwerk Die Akkumulation des Kapitals von 1913 entwickelte Rosa Luxemburg ihre Imperialismustheorie. Sie zeigte ähnlich wie früher schon John Atkinson Hobsons Unterkonsumtionstheorie, dass der Imperialismus „eine historische Notwendigkeit, die abschließende Etappe der kapitalistischen Entwicklung sei“.

Karl Marx, Theorien über den Mehrwert (1910)

In kritischem Bezug auf die Marx’schen Ausführungen zum Schema der erweiterten Reproduktion (Kapitalakkumulation) im zweiten Band des „Kapital“ weist sie unter anderem auch mit Bezug auf Engels’ Bemerkungen zu Marx’ Manuskripten nach, dass Marx diesen Punkt nicht abschließend und widerspruchsfrei ausgearbeitet habe, sondern vielmehr seiner eigenen Lösung an anderer Stelle, nämlich im dritten Band und in den Theorien über den Mehrwert, widerspricht und seine Lösung eine einfache arithmetische Konstruktion ist. Das Problem besteht dabei schon für Marx in der Frage, wer den Mehrwert, also den zusätzlichen Warenberg, bei gesamtgesellschaftlicher Akkumulation realisiert (kauft). Marx hat das Problem unter anderem mit dem von ihm zuvor verworfenen Konzept der erweiterten Geldproduktion (Bergbaukapital für Gold) zu lösen versucht, dies an anderer Stelle im Kapital jedoch als „abgeschmackt“ bezeichnet. Rosa Luxemburg zeigt außerdem theoriegeschichtlich, dass bereits die bürgerliche politische Ökonomie vor Marx intensiv mit diesem Problem gerungen hat und keine Lösung für die fehlende Nachfrage nach dem Mehrprodukt im Abschluss der Akkumulation geben konnte, sondern vielmehr im Interesse der Vermeidung der Krisen die Widersprüche irgendwie politisch vermitteln wollte oder schlichtweg geleugnet hat.
Nachdem weder die Arbeiter noch die Kapitalisten als Konsumenten für das Mehrprodukt, also zur Realisierung des Mehrwerts im Marx'schen Schema der erweiterten Reproduktion in Frage kommen, muss nach Rosa Luxemburg der Markt entsprechend erweitert werden. Das kapitalistische Wachstum wird also immer auf Kosten naturwirtschaftlicher und nichtkapitalistischer Produktionsweisen sowohl innerhalb des eigenen Landes als auch außerhalb gewährleistet. Diese Erweiterung zeichnet sie anhand der Kolonialgeschichte nach: 1. bei Auflösung der Naturalwirtschaft durch zwingende Einführung von Eigentum an Boden und damit Aufteilung der gemeinschaftlich organisierten natürlichen Ressourcen, 2. durch Einführung der Warenwirtschaft, 3. durch Auflösung der Bauernschaft und damit verbunden endlich 4. durch Einführung der großkapitalistischen Produktion, vor allem mit dem Kapital der Kolonialmächte. Die mit den Enteignungen verbundenen blutigen kolonialen Konflikte zur Realisierung des Mehrwerts, zum Beispiel der Opiumkrieg in China, die Kolonialisierung von Südafrika, der Sezessionskrieg und die mit ihm verbundenen Steuerlasten oder auch die nordafrikanischen und kleinasiatischen Kolonialbestrebungen des deutschen Kapitals, werden von ihr dabei umfangreich als geschichtliches Material herangezogen.
Indem sie die Akkumulation des Kapitals, die dessen einziger Zweck ist, damit für nicht systemimmanent lösbar hält, beispielsweise Akkumulation um der Akkumulation willen, also Wachstum der Maschinenbauindustrie zur gesteigerten Produktion von Maschinen ohne abschließenden Konsum, erklärt sie zusammenfassend am Ende ihrer Betrachtung zur Auflösung der einfachen Warenproduktion:

„Allgemeines Resultat des Kampfes zwischen Kapitalismus und einfacher Warenwirtschaft ist dies: Das Kapital tritt selbst an Stelle der einfachen Warenwirtschaft, nachdem es die Warenwirtschaft an Stelle der Naturalwirtschaft gesetzt hatte. Wenn der Kapitalismus also von nichtkapitalistischen Formationen lebt, so lebt er genauer gesprochen von dem Ruin dieser Formationen, und wenn er des nichtkapitalistischen Milieus zur Akkumulation unbedingt bedarf, so braucht er es als Nährboden, auf dessen Kosten, durch dessen Aufsaugung die Akkumulation sich vollzieht. Historisch aufgefaßt ist die Kapitalakkumulation ein Prozeß des Stoffwechsels, der sich zwischen der kapitalistischen und den vorkapitalistischen Produktionsweisen vollzieht. Ohne sie kann die Akkumulation des Kapitals nicht vor sich gehen, die Akkumulation besteht aber von dieser Seite genommen im Zernagen und im Assimilieren jener. Die Kapitalakkumulation kann demnach sowenig ohne die nichtkapitalistischen Formationen existieren, wie jene neben ihr zu existieren vermögen. Nur im ständigen fortschreitenden Zerbröckeln jener sind die Daseinsbedingungen der Kapitalakkumulation gegeben. […] Hier beginnt aber die Sackgasse. Das Endresultat einmal erreicht – was jedoch nur theoretische Konstruktion bleibt –, wird die Akkumulation zur Unmöglichkeit: Die Realisierung und Kapitalisierung des Mehrwerts verwandelt sich in eine unlösbare Aufgabe. In dem Moment, wo das Marxsche Schema der erweiterten Reproduktion der Wirklichkeit entspricht, zeigt es den Ausgang, die historische Schranke der Akkumulationsbewegung an, also das Ende der kapitalistischen Produktion. Die Unmöglichkeit der Akkumulation bedeutet kapitalistisch die Unmöglichkeit der weiteren Entfaltung der Produktivkräfte und damit die objektive geschichtliche Notwendigkeit des Untergangs des Kapitalismus. Daraus ergibt sich die widerspruchsvolle Bewegung der letzten, imperialistischen Phase als der Schlußperiode in der geschichtlichen Laufbahn des Kapitals.“

Indem sie den Kolonialismus als zwingende Notwendigkeit des Kapitalismus nachwies, erweiterte und modifizierte sie auch die Marx’sche Krisentheorie:

„Es schließt dagegen den tiefen fundamentalen Widerstreit zwischen Produktionsfähigkeit und Konsumtionsfähigkeit der kapitalistischen Gesellschaft aus, der sich gerade aus der Kapitalakkumulation ergibt, der sich periodisch in Krisen Luft macht und der das Kapital zur beständigen Markterweiterung antreibt.“

Nur so lässt sich ihrer Meinung nach überhaupt die Geschichte des Kapitalismus im 19. Jahrhundert richtig nachvollziehen.

„Das Schema setzt also eine Bewegung des Gesamtkapitals voraus, die dem tatsächlichen Gang der kapitalistischen Entwicklung widerspricht. Die Geschichte der kapitalistischen Produktionsweise wird durch zwei Tatsachen auf den ersten Blick charakterisiert: einerseits periodische sprungweise Expansion des ganzen Produktionsfeldes, andererseits höchst ungleichmäßige Entwicklung verschiedener Produktionszweige. Die Geschichte der englischen Baumwollindustrie, das charakteristischste Kapitel in der Geschichte der kapitalistischen Produktionsweise seit dem letzten Viertel des 18. bis in die 70er-Jahre des 19. Jahrhunderts, erscheint vom Standpunkte des Marxschen Schemas völlig unerklärlich.“

### Bekämpfung des Reformismus
Ab 1896 veröffentlichte Eduard Bernstein seine Artikelreihe zur Revision der angeblich Marx’schen Zusammenbruchstheorie. Er folgerte aus dem zeitweiligen Ausbleiben von Krisen, dass der Kapitalismus sich als unerwartet dauerhaft erwiesen habe. Die SPD müsse ihre revolutionären Ziele daher aufgeben und sich ganz auf Verbesserung der Lebensbedingungen der Arbeiter konzentrieren: „Das Ziel ist mir nichts, die Bewegung ist alles.“
Rosa Luxemburgs Broschüre Sozialreform oder Revolution fasste ihre Antwort darauf zusammen:
- Hätte Bernstein recht, wäre die Sozialdemokratie überflüssig. Auf die automatische gerechte Verteilung des gesellschaftlichen Reichtums zu warten, sei jedoch Utopie und verurteile die SPD wie Don Quichotte zum Scheitern.
- Kartelle, Trusts, Aktiengesellschaften bewiesen nicht die allmähliche Selbstkontrolle und Demokratisierung des Kapitals, sondern seien Teil seines Konzentrationsprozesses.
- Da die Produktivität ständig wachse, während der Weltmarkt natürliche Grenzen habe, seien Krisen unausweichlich. Deren zeitweiliges Ausbleiben – das Deutsche Reich erlebte damals bis 1910 eine längere Hochkonjunktur – widerlege Marx aber nicht.
- Gewerkschaften könnten nur im Rahmen des Lohngesetzes ein möglichst großes Stück vom Kuchen des Unternehmerprofits abzuschneiden versuchen, aber so die Ausbeutung nie überwinden.
- Die Sozialdemokratie sei in der bürgerlichen Gesellschaft nur geduldet, solange sie stillhalte. Erst im Zusammenbruch des kapitalistischen Systems werde man sie an der Macht beteiligen.
- Deshalb sei und bleibe die Revolution unbedingt notwendig. Die SPD müsse die Führung im Aufbau des nötigen Klassenbewusstseins übernehmen und die Selbsttätigkeit der Arbeiter fördern, nicht blockieren.

Diese Sätze, die einige der kommenden Entwicklungen voraussahen, wurden damals von vielen Partei- und Gewerkschaftsfunktionären abgelehnt, die sich Anerkennung durch Anpassung im Kaiserreich und Stimmengewinne durch Verzicht auf Revolution erhofften. Rosa Luxemburg stellte die Umwälzung der Produktionsverhältnisse damit nicht gegen den Alltagskampf für bessere Lebensbedingungen, sondern vertrat ein Ineinandergreifen von Reform und Revolution im proletarischen Selbstbefreiungskampf. Reformen sollten auch das politische Bewusstsein der Arbeiter bilden und eine Vereinnahmung der SPD zum Erhalt der Klasse des Bürgertums verhindern.

### Kritische Solidarität mit der Oktoberrevolution 1917
Nach dem erfolgreichen Oktoberumsturz in Russland schrieb Rosa Luxemburg in ihrer Gefängniszelle in Breslau ein Manuskript zur russischen Revolution im Herbst 1918.
Darin hob sie die treibende Kraft des russischen Proletariats bei der vorangegangenen Februarrevolution von 1917 hervor.
Rosa Luxemburg begrüßte Lenins Revolutionsversuch, nachdem er die verfassunggebende Versammlung gewaltsam hatte auflösen lassen. Sie kritisierte aber, dass die Bolschewiki jede parlamentarische Kontrolle ihrer Politik damit außer Kraft setzten. Sie erkannte, dass Lenin nicht nur andere Parteien, sondern auch die Demokratie in der eigenen Partei zu unterdrücken begann. Dies bedrohe die unbedingt nötige Mitwirkung und Führung der Arbeiter beim Aufbau des Sozialismus.:

„Freiheit nur für die Anhänger der Regierung, nur für Mitglieder einer Partei – mögen sie noch so zahlreich sein – ist keine Freiheit. Freiheit ist immer Freiheit der Andersdenkenden. Nicht wegen des Fanatismus der ‚Gerechtigkeit‘, sondern weil all das Belebende, Heilsame und Reinigende der politischen Freiheit an diesem Wesen hängt und seine Wirkung versagt, wenn die ‚Freiheit‘ zum Privilegium wird.“

Bei der Freiheit der Andersdenkenden dachte Rosa Luxemburg allerdings nicht an „Klassenfeinde“, nicht an eine liberale Demokratie, sondern an einen sozialistischen Pluralismus. Bei der Außerordentlichen Verbandsgeneralversammlung der USPD von Groß-Berlin am 15. Dezember 1918 sagte sie:

„Sozialismus heißt nicht, sich in ein Parlament zusammensetzen und Gesetze beschließen, Sozialismus bedeutet für uns Niederwerfung der herrschenden Klassen mit der ganzen Brutalität, die das Proletariat in seinem Kampfe zu entwickeln vermag.“

In einer scharfen Auseinandersetzung mit der Diktaturtheorie von Lenin und Trotzki schrieb sie, dass diese (wie Kautsky) den Grundfehler begehen, die Diktatur der Demokratie entgegenzustellen. Dabei wären es zwei Gegenpole, die gleich weit entfernt von der wirklichen sozialistischen Politik sind.

„Das Proletariat kann, wenn es die Macht ergreift, nimmermehr […] auf die soziale Umwälzung verzichten und sich nur der Demokratie widmen, ohne an sich selbst, an der Revolution Verrat zu üben. Es soll und muß eben sofort sozialistische Maßnahmen in energischster, unnachgiebigster, rücksichtslosester Weise in Angriff nehmen, also Diktatur ausüben; aber Diktatur der KLASSE, nicht einer Partei oder Clique, Diktatur der Klasse, d. h. in breitester Öffentlichkeit, unter tätigster ungehemmter Teilnahme der Volksmassen, in unbeschränkter Demokratie.“

Weiter  definiert sie den marxistischen Begriff der Diktatur des Proletariats:

„Es ist die historische Aufgabe des Proletariats, wenn es zur Macht gelangt, an Stelle der bürgerlichen Demokratie sozialistische Demokratie zu schaffen, nicht jegliche Demokratie abzuschaffen. […] Sozialistische Demokratie beginnt zugleich mit dem Abbau der Klassenherrschaft und dem Aufbau des Sozialismus. Sie beginnt mit dem Moment der Machteroberung durch die sozialistische Partei. Sie ist nichts anderes als die Diktatur des Proletariats.
Jawohl: Diktatur! Aber diese Diktatur besteht in der Art der Verwendung der Demokratie, nicht in ihrer Abschaffung, in energischen, entschlossenen Eingriffen in die wohlerworbenen Rechte und wirtschaftlichen Verhältnisse der bürgerlichen Gesellschaft, ohne welche sich die sozialistische Umwälzung nicht verwirklichen läßt. Aber diese Diktatur muß das Werk der Klasse, und nicht einer kleinen, führenden Minderheit im Namen der Klasse sein, d. h. sie muß auf Schritt und Tritt aus der aktiven Teilnahme der Massen hervorgehen, unter ihrer unmittelbaren Beeinflussung stehen, der Kontrolle der gesamten Öffentlichkeit unterstehen, aus der wachsenden politischen Schulung der Volksmassen hervorgehen.“

Trotz aller nötigen und berechtigten Kritik bleibe es Lenins Verdienst, die Revolution gewagt zu haben. Damit habe er den welthistorischen Gegensatz zwischen Arbeit und Kapital international aufgerissen und bewusst gemacht. Dabei rechtfertigte sie auch seine Gewaltmaßnahmen:

„Der Sozialismus […] hat […] zur Voraussetzung eine Reihe von Gewaltmaßnahmen – gegen Eigentum […] Wer sich dem Sturmwagen der sozialistischen Revolution entgegenstellt, wird mit zertrümmerten Gliedern am Boden liegenbleiben.“

### Nach der Novemberrevolution in Deutschland 1918
Als die deutsche Novemberrevolution den Kaiser entmachtet hatte, agitierte sie sofort wieder für die proletarische Revolution:

„Die Abschaffung der Kapitalsherrschaft, die Verwirklichung der sozialistischen Gesellschaftsordnung – dies und nichts Geringeres ist das geschichtliche Thema der gegenwärtigen Revolution. Ein gewaltiges Werk, das nicht im Handumdrehen durch ein paar Dekrete von oben herab vollbracht, das nur durch die eigene bewusste Aktion der Masse der Arbeitenden in Stadt und Land ins Leben gerufen, das nur durch höchste geistige Reife und unerschöpflichen Idealismus der Volksmassen durch alle Stürme glücklich in den Hafen gebracht werden kann.“

Nach der Entmachtung des „Vollzugsrats“ durch Ebert forderte sie die Arbeiter- und Soldatenräte am 10. Dezember 1918 zur Machtübernahme auf. Die Räterepublik sei das natürliche Programm der Revolution. Doch vom Soldaten – dem „Gendarmen der Reaktion“ – zum revolutionären Proletarier sei noch ein weiter Weg. Das Militär, das bisher dem „Vaterland“ diente, müsse erst noch lernen, seine Macht dem Gemeinwohl unterzuordnen, und dazu der politischen Kontrolle der Arbeiterräte unterstellt werden.
Eberts Geheimpakt mit Reichswehrgeneral Groener verhinderte dies in den Weihnachtsunruhen. Daraufhin gründeten die radikalen linken Gruppen die KPD. Rosa Luxemburg warb erfolglos für deren Teilnahme an den Wahlen zum Weimarer Reichstag, um auch dort auf Fortsetzung der Revolution hinzuwirken.

### Dialektik des Klassenkampfs und Aufgabe der Arbeiterparteien
Rosa Luxemburg verstand Geschichte mit Marx und Engels als dauernden Klassenkampf. Darin sei eine Tendenz zur Erkenntnis der Ausbeutungsursachen und damit zur revolutionären Umwälzung der Verhältnisse angelegt:

„Die moderne proletarische Klasse führt ihren Kampf nicht nach irgendeinem fertigen, in einem Buch, in einer Theorie niedergelegten Schema; der moderne Arbeiterkampf ist ein Stück in der Geschichte, ein Stück der Sozialentwicklung, und mitten in der Geschichte, mitten in der Entwicklung, mitten im Kampf lernen wir, wie wir kämpfen müssen.“

In diesem revolutionären Lernprozess trieben Spontaneität und Organisation der Arbeiterklasse sich gegenseitig vorwärts. Beide sind für Rosa Luxemburg untrennbare „Momente“ desselben Prozesses, die einander bedingen. Denn ungeplante Aktionen – zum Beispiel wilde Streiks gegen Lohnkürzungen – reagierten auf aktuelle Herausforderungen. In diesem elementaren Kampf würden die Arbeiter allmählich die historischen Aufgaben und Ziele ihrer Klasse erkennen. Diese Einsicht werde ihren Kampf wiederum auf eine höhere Stufe heben und zur Bildung von Organisationen führen, zum Beispiel Gewerkschaften. Diese würden ihr Handeln auf langfristig geplante Ziele hin orientieren und bündeln, beispielsweise Tarifverträge. Die darin enthaltene Tendenz zur Überwindung der Ausbeutung bewusst zu machen und zu fördern, sei Aufgabe der Arbeiterpartei. Sie könne sich dabei nicht von der Eigenaktivität der Arbeiter abkoppeln:

„Die Arbeiterklasse in allen Ländern lernt erst im Verlaufe ihres Kampfes kämpfen…Die Sozialdemokratie…, die nur die Vorhut des Proletariats ist, ein Teil der ganzen arbeitenden Masse, das Blut aus ihrem Blut und Fleisch von ihrem Fleische, diese Sozialdemokratie sucht und findet die Wege und besonderen Losungen des Arbeiterkampfes lediglich im Maße der Entwicklung dieses Kampfes, wobei sie aus diesem Kampf allein die Hinweise für den weiteren Weg schöpft.“

Rosa Luxemburg glaubte also: Ohne Organisation hätten spontane Streiks nur vorübergehend Erfolg, aber keine dauerhafte, die Gesellschaft insgesamt verändernde Kraft und Wirkung. Ohne Eigenaktivität der Arbeiter würden deren Organisationen ihre Stoßrichtung, das politische Ziel des Sozialismus, ebenfalls bald wieder verlieren. Anders als Engels, Kautsky und Lenin sah sie die Arbeiterpartei nicht als reine Wahlpartei noch elitäre Kaderpartei, die aus der „wissenschaftlichen“ Einsicht in den Geschichtsverlauf folgt:

„Die Sozialdemokratie ist nichts anderes als die Verkörperung des Klassenkampfes des modernen Proletariats, der vom Bewusstsein über seine historischen Konsequenzen getragen wird. Ihr eigentlicher Führer ist in Wirklichkeit die Masse selbst […] Je mehr sich die Sozialdemokratie entwickelt, wächst, erstarkt, um so mehr nimmt die aufgeklärte Arbeitermasse mit jedem Tage ihre Schicksale, die Leitung ihrer Gesamtbewegung, die Bestimmung ihrer Richtlinien in die eigene Hand. Und wie die Sozialdemokratie im ganzen nur die bewusste Vorhut der proletarischen Klassenbewegung ist, die nach den Worten des Kommunistischen Manifestes in jedem Einzelmoment des Kampfes die dauernden Interessen der Befreiung und jedem partiellen Gruppeninteresse der Arbeiterschaft gegenüber die Interessen der Gesamtbewegung vertritt, so sind innerhalb der Sozialdemokratie ihre Führer um so mächtiger, um so einflussreicher, je klarer und bewusster sie sich selbst nur zum Sprachrohr des Willens und Strebens der aufgeklärten Massen, nur zu Trägern der objektiven Gesetze der Klassenbewegung machen.“

Die Partei soll das Proletariat also nicht „vertreten“ oder „führen“, sondern nur seine „Vorhut“ sein. Sie war für Rosa Luxemburg unmöglich von dessen teils spontaner, teils organisierter Eigenbewegung zu trennen, sondern ging aus ihr hervor und drückte sie bewusst aus. Sie habe den Arbeitern nur die Einsicht in die Notwendigkeit des Sozialismus voraus, aber nicht die Mittel, diesen ohne sie zu realisieren. Sie könne die Revolution nicht planen und erzwingen, wenn die Arbeiter nicht selbst dazu bereit, fähig und reif seien. Ihre Aufgabe sei es also, das Bewusstsein der Arbeiter über ihre Historische Mission zu schulen, bis sie selbstständig fähig seien, die Produktionsverhältnisse umzuwälzen.
Rosa Luxemburgs marxistische Klassenkampftheorie entstand ihrerseits infolge realer Prozesse: Um 1900 brachen in Europa, besonders in Russland und Polen immer mehr und größere Massenstreiks aus. Sie führten zur russischen Revolution von 1905, in deren Verlauf der Zar dem Volk demokratische Rechte wie die Gründung eigener Parteien zugestehen musste. Diese wiederum bereiteten die nächste Revolution vor, die 1917 den Zaren stürzte. Rosa Luxemburg versuchte, diese Kampferfahrungen für die deutschen Arbeiter fruchtbar zu machen. Darum verlangte sie seit 1905 von der SPD die entschlossene Vorbereitung des politischen Generalstreiks. Mit dieser Verkoppelung von politischer Parteiorganisation und betrieblicher Arbeiterbildung wollte sie zweierlei abwehren:
- eine Alltagsarbeit der Arbeiterparteien und Gewerkschaften, die das Ziel der internationalen sozialistischen Revolution verliert und aufgibt („Opportunismus“, „Revisionismus“, „Reformismus“);
- Organisationsformen, die abheben, nicht mehr die wahren Arbeiterinteressen vertreten und diktatorisch erstarren („Zentralismus“, „Bürokratismus“).

Die Selbstorganisation der Räte sollte die Arbeiterparteien dazu stärken, das Gesamtinteresse des Proletariats immer wirksamer durchzusetzen. Verlören sie den Kontakt zu ihrer Basis, würden sie nach Luxemburgs Ansicht zwangsläufig scheitern. Doch sie glaubte daran, dass die inneren Widersprüche des Kapitalismus, der Gegensatz von Kapital und Arbeit, immer wieder die proletarische Revolution auf die politische Tagesordnung setzen würden. Diese selbst, nicht die Partei, werde die Massen zu Revolutionären schulen. Nur im Vertrauen darauf könnten die Arbeiterparteien ihre kurz- und langfristigen Ziele bestimmen und erreichen:

„Die Geschichte ist die einzige wahre Lehrmeisterin, die Revolution ist die beste Schule des Proletariats. Sie werden dafür sorgen, dass die ‚kleine Schar‘ der Meistverleumdeten und -verfolgten Schritt um Schritt zu dem wird, wozu ihre Weltanschauung sie bestimmt: zur kämpfenden und siegenden Masse des revolutionären sozialistischen Proletariats.“

Rosa Luxemburg hatte diese Überzeugung in der Zeit der ersten Massenstreiks in Polen gewonnen und fand sie bestärkt durch ähnliche Massenstreiks in Russland, Belgien und Nordeuropa um 1905. Sie hatte der SPD rechtzeitig den länderübergreifenden Generalstreik als politisches Kampfmittel nahezubringen versucht, um den Weltkrieg praktisch zu verhindern. Als dies scheiterte, war sie mit Lenin einig, dass die durch den Krieg zugespitzte Krise zur Revolution führen und genutzt werden müsse. Die neuen Massenstreiks im Kriegsverlauf bestätigten ihr Vertrauen auf die Spontaneität der Arbeiterklasse, die aus ihren Niederlagen lerne: Aus den Enttäuschungen mit der SPD-Führung entstanden neue Formen der Selbstorganisation besonders bei den Arbeitern der deutschen Rüstungsindustrie. Die Spartakisten versuchten, USPD und Rätebewegung unter dem Druck der Illegalität rechtzeitig auf gemeinsames revolutionäres Handeln hin zu orientieren. Doch in der deutschen Novemberrevolution wirkten Spontaneität und Parteiorganisationen nicht aufeinander abgestimmt. Im Ergebnis wurde nur die Monarchie gestürzt und eine bürgerliche Republik begründet, aber die damals vom Reichsrätekongress beschlossene Vergesellschaftung der kriegswichtigen Produktionsmittel blieb aus.

### Bekämpfung der falschen Interessenvertretung
Eine Partei, die die Arbeiter in Parlamenten oder einem „Politbüro“ „vertritt“ und bevormundet, werde zwangsläufig nicht mehr für, sondern gegen sie handeln. Sie werde dann selbst Werkzeug derer, die die Revolution verhindern und ihre Erfolge zurückdrehen wollten. Dann müssten die Arbeiter auch eine so genannte „Arbeiterpartei“ bekämpfen.
So schrieb Rosa Luxemburg in der Roten Fahne vom 21. Dezember 1918:

„In allen früheren Revolutionen traten die Kämpfer mit offenem Visier in die Schranken […] In der heutigen Revolution treten die Schutzgruppen der alten Ordnung nicht unter eigenen Schildern und Wappen der herrschenden Klassen, sondern unter der Fahne einer sozialdemokratischen Partei in die Schranken. Würde die Kardinalfrage der Revolution offen und ehrlich: Kapitalismus oder Sozialismus lauten, ein Zweifel, ein Schwanken wäre in der großen Masse des Proletariats heute unmöglich.“

Darum müssten die Arbeiter den direkten Klassenkampf in der bürgerlichen Demokratie unbedingt fortsetzen: je nach den Umständen in Parlamenten, aber auch gegen sie oder beides zugleich. Tatsächlich verhinderte 1920 nur ein Generalstreik noch einmal eine rechte Militärdiktatur, doch in den Folgejahren war die Arbeiterbewegung in zwei verfeindete Lager gespalten, die sich gegenseitig mehr als den gemeinsamen Gegner bekämpften, so dass sie letztlich nicht in der Lage waren, den Niedergang der Weimarer Republik aufzuhalten.

### Glaube an die proletarische Revolution
Am Vorabend ihrer Ermordung schrieb Rosa Luxemburg:

„Die Führung hat versagt. Aber die Führung kann und muss von den Massen und aus den Massen heraus neu geschaffen werden. Die Massen sind das Entscheidende, sie sind der Fels, auf dem der Endsieg der Revolution errichtet wird. Die Massen waren auf der Höhe, sie haben diese ‚Niederlage‘ zu einem Glied jener historischen Niederlagen gestaltet, die der Stolz und die Kraft des internationalen Sozialismus sind. Und darum wird aus dieser ‚Niederlage‘ der künftige Sieg erblühen. – ‚Ordnung herrscht in Berlin!‘ Ihr stumpfen Schergen! Eure ‚Ordnung‘ ist auf Sand gebaut. Die Revolution wird sich morgen schon ‚rasselnd wieder in die Höhe richten‘ und zu eurem Schrecken mit Posaunenklang verkünden: ‚Ich war, ich bin, ich werde sein!‘“

Der letzte Satz zitiert den 1848er Revolutionär Ferdinand Freiligrath, der die Revolution mit diesem biblischen Ausdruck als wiederkehrenden „roten Faden“ der Geschichte würdigte. Ihre damit verbundene Kritik an der Führung betraf nicht nur Ebert, sondern auch Hugo Haase (USPD) und Liebknecht (KPD), deren Besetzungsaktion im Januar 1919 miserabel geplant war. Eine riesige Menge wartender Demonstranten war damals bereit, die anrückenden Soldaten zu blockieren und zu entwaffnen, wurde aber von den Besetzern nicht einbezogen.
Rosa Luxemburg glaubte – anders als Kautsky und der SPD-Parteivorstand – nicht an einen Determinismus der internationalen Revolution im Gefolge der Verelendung und des Zusammenbruchs der Kapitalherrschaft durch den Krieg. Scheitere der Sozialismus, dann drohe der Menschheit ein Rückfall in unvorstellbare Barbarei. Das Bewusstsein dieses Entweder-oder war die entscheidende Triebfeder ihres Handelns. Dabei hielt sie Rückschläge und Niederlagen des arbeitenden Volkes für dessen Lernprozess für besonders wichtig: Gerade sie könnten das historische Bewusstsein für die unvermeidbare Notwendigkeit der Revolution schärfen. Nicht erst der „Endsieg“, sondern schon der immer neue Versuch, ihn herbeizuführen, sei daher der „Stolz“ der Arbeiterbewegung.
Rosa Luxemburg vertraute also der ständigen Lernfähigkeit arbeitender Menschen, ihrer unzerstörbaren Fähigkeit, ihre Geschichte selbst zu bestimmen und zu einem Ziel zu führen, das alle, nicht nur eine Minderheit, vom Joch der Klassenherrschaft befreie. Dieses Vertrauen schöpfte sie aus den realen historischen Anläufen und sozialen Bewegungen zur Erreichung einer gerechten Weltgesellschaft.

## Rezeption

### Weimarer Republik
Der Todestag Rosa Luxemburgs (15. Januar) wurde zu einem regelmäßigen Gedenktag der Linken. Das Lied Auf, auf zum Kampf wurde 1919 mit Strophen zum Doppelmord an den Spartakusführern ergänzt. Max Beckmann stellte Rosa Luxemburgs Ermordung 1919 mit seinem Bild Martyrium mit Zügen der Kreuzigung Jesu Christi als Lustmord an der deutschen Nation (Germania) dar, der besonders verfolgte und benachteiligte Gruppen wie Pazifisten, Kommunisten, Juden und Frauen treffen sollte.
Kurt Eisner, der erste Ministerpräsident Bayerns, kommentierte kurz vor seiner Ermordung:

„Die Tat zeugt von einer tiefen inneren Krankheit und Roheit des deutschen Volkes.“

Arnold Zweig pries die Ermordete 1919 in seiner Grabrede für Spartakus als Märtyrerin für die unsterbliche Idee des Weltfriedens. Er führte Rosa Luxemburgs revolutionäre Haltung auf ihr Judentum zurück. Luise Kautsky veröffentlichte 1920 eine Auswahl ihrer Briefe aus dem Gefängnis an sie selbst, Karl Kautsky, Mathilde Jacob, Sophie „Sonja“ Liebknecht und andere. Die Briefe zeigten eine bis dahin kaum bekannte persönliche Seite Rosa Luxemburgs und wurden oft nachgedruckt. Richard Lewinsohn lobte Rosa Luxemburg 1921 in der Weltbühne als größte Revolutionärin, die es in Deutschland je gegeben habe. Der KPD nahestehende Kunstmaler stilisierten Rosa Luxemburg zur Märtyrerin des Proletariats, deren Vorbild die Massen für den Kampf gegen Krieg, „Konterrevolution“ (gemeint war vor allem die Sozialdemokratie) und Faschismus mobilisieren sollte. Sie stellten sie auch neben Vertreter der Sowjetunion wie Felix Edmundowitsch Dserschinski, deren Politik sie scharf abgelehnt hatte.
Leo Jogiches trieb die Aufklärung der Morde an Luxemburg und Liebknecht mit Artikeln in der Roten Fahne voran. Er wurde im März 1919 inhaftiert und im Gefängnis ermordet. Einige Tatbeteiligte wurden vor ein Kriegsgericht gestellt. Die Garde-Kavallerie-Schützendivision wählte dessen Richter Paul Jorns aus. Er verzögerte die Ermittlungen und vertuschte die Mittäterschaft der leitenden Offiziere. Im Mai 1919 sprach er die meisten Tatbeteiligten frei und verurteilte nur Runge und Vogel zu geringen Haft- bzw. Geldstrafen. Runge erschien nicht vor Gericht, wurde versetzt und entzog sich der Strafe, indem er Deutschland verließ. Pabst wurde nicht angeklagt, mögliche Auftraggeber wurden nicht gesucht. Trotz vieler Proteste bestätigte Noske als Reichswehrminister die Urteile und verhinderte ein Revisionsverfahren. Paul Levi wies 1929 als Strafverteidiger die Vertuschung der Morde durch Paul Jorns nach. Für den Historiker Wolfram Wette setzte sich das „Zusammenspiel von rechtsradikalem Militär und politischer Justiz“ beim Verdecken von Tätern und Hintergründen bei vielen weiteren politischen Morden an Kriegsgegnern fort.
Paul Levi wurde 1919 neuer KPD-Vorsitzender und folgte ihrem Programm, indem er die KPD im November 1920 mit dem linken Flügel der USPD (etwa 300.000 Mitgliedern) vereinte und so zur Massenpartei machte. Im Februar 1921 trat er zurück, weil die Kommunistische Internationale (KI) den Kurs der KPD zu lenken versuchte. Nach dem Scheitern der Märzkämpfe in Mitteldeutschland 1922 veröffentlichte er gegen den „Putschismus“ der KPD Rosa Luxemburgs kritischen Gefängnisaufsatz zur Oktoberrevolution. Daraufhin schloss die KPD ihn und seine Anhänger aus. Gegen Levis Absicht benutzten manche Sozialdemokraten Luxemburgs Leninkritik für einen allgemeinen Antikommunismus. Daraufhin distanzierte sich die KPD noch stärker von ihr. Die neue KPD-Vorsitzende Ruth Fischer schrieb 1924: „Wer den Brandlerschen ‚Zentralismus‘ mit der Berufung auf Rosa Luxemburg heilen will, der will einen Tripperkranken durch Einflößen von Syphilisbazillen gesund machen.“ Levi wiederum kritisierte 1924 mit Bezug auf Rosa Luxemburgs Leninkritik: „Die Freiheit, die die Bolschewiki gleich dem Zaren für sich in Anspruch nehmen, entbehrt des Abmaßes zur Freiheit anderer und verliert damit alle ihre Qualitäten.“
Der Kriminalpsychologe Erich Wulffen und der „Krüppelpädagoge“ Hans Würtz beschrieben Rosa Luxemburg in den 1920er Jahren prototypisch als Frau, die wegen ihrer Körperbehinderung fanatisch und zu Straftaten bereit gewesen sei.
Im Jahr 1925 benannte die KI in ihren „Thesen zur Bolschewisierung der Kommunistischen Parteien“ die „Fehler des Luxemburgismus“. Mit diesem Schlagwort wurden Rosa Luxemburgs Positionen in der Sowjetunion und in der KPD fortan als gefährliche Irrtümer abgewertet. Von Josef Stalin übernahm die KPD 1926 die Sozialfaschismusthese, wonach besonders die Freien Gewerkschaften und die SPD die Hauptfeinde des Proletariats seien. Die SPD-Zeitung Vorwärts wiederum schrieb 1929 am zehnten Todestag Rosa Luxemburgs: Die Kommunisten seien ihr schon 1919 nicht gefolgt. Die Behauptung, die SPD oder einzelne Sozialdemokraten hätten den Mord an den Spartakusführern gewollt, sei eine Lüge, die einer Grabschändung gleiche. Die KPD verherrliche die Gräuel der Bolschewiki an Andersdenkenden. Daran hätten Luxemburg und Liebknecht im Fall ihres Fortlebens ihren Irrweg erkannt. Stalin behauptete 1931 im Rahmen seiner Propagandakampagne gegen den Trotzkismus: Rosa Luxemburg habe Leo Trotzkis „Theorie der permanenten Revolution“ erfunden und Lenin habe den „Luxemburgismus“ kompromisslos abgelehnt. Trotzki widerlegte diese Behauptungen 1932 mit Leninzitaten als Geschichtsfälschung. Doch auch der KPD-Führer Ernst Thälmann behauptete 1932: „In all den Fragen, in denen Rosa Luxemburg eine andere Auffassung als Lenin vertrat, war ihre Meinung irrig, so daß die ganze Gruppe der deutschen Linksradikalen in der Vorkriegs- und Kriegszeit sehr erheblich an Klarheit und revolutionärer Festigkeit hinter den Bolschewiki zurückblieb.“ Er forderte den „schärfsten Kampf gegen die Überreste des Luxemburgismus“ und bezeichnete diesen als „theoretische Plattform konterrevolutionärer Richtungen“.
Innerhalb der Mehrheitssozialdemokratie wurde Luxemburgs Linksradikalismus kritisiert und, wenn auch meist hinter vorgehaltener Hand, mit ihrer jüdischen Herkunft erklärt. Bei revisionistischen Sozialdemokraten war es dagegen unüblich, ihre gegebenenfalls jüdische Abkunft zu erwähnen. Die Spaltung und Lähmung der Arbeiterbewegung förderte erheblich den politischen Aufstieg des Nationalsozialismus. Deutschvölkischer Schutz- und Trutzbund und NSDAP diffamierten die Weimarer Republik als „Judenrepublik“ und verwendeten zunehmend den in Russland entstandenen antisemitischen Begriff des „jüdischen Bolschewismus“. Adolf Hitler lernte Waldemar Pabst 1920 bei einem Besuch in Berlin kennen. Beide unterstützten den damaligen Kapp-Putsch. 1925 wurde Paul von Hindenburg zum Reichspräsidenten gewählt. Diese Ablösung Eberts durch einen ehemaligen OHL-Vertreter entsprach Rosa Luxemburgs Prognosen. Hindenburg ernannte Hitler am 30. Januar 1933 zum Reichskanzler und ermöglichte so die von ihr befürchtete „Barbarei“ eines weiteren Weltkriegs und weiterer Völkermorde.

### NS-Zeit
Nach Hitlers Machtantritt gewährte das NS-Regime Otto Runge, der sich nun Wilhelm Radolf nannte und keinen Tag seiner Haftstrafe verbüßt hatte, 6000 Reichsmark Haftentschädigung. Bei der Bücherverbrennung 1933 in Deutschland verbrannten die Nationalsozialisten auch sämtliche bis dahin veröffentlichte Schriften Rosa Luxemburgs. 1935 zerstörten sie ihr und Karl Liebknechts Grab. Eduard Stadtler erklärte in seinen 1935 veröffentlichten Erinnerungen, er habe Pabst in direktem Gespräch zu den Morden bewogen.
Alfred Döblin stellte Rosa Luxemburg 1939 in seinem Exilroman über die Novemberrevolution rückblickend als kluge, strategisch weitsichtige und realistische Politikerin, überwiegend aber als Hysterikerin und ekstatische Mystikerin dar. Dabei bezog er sich auf imaginäre Gespräche mit ihrem getöteten Geliebten Hans Diefenbach und dem Satan in Privatbriefen. Die Darstellung gilt als künstlerisch frei gestaltet, nicht historisch zutreffend.

### DDR

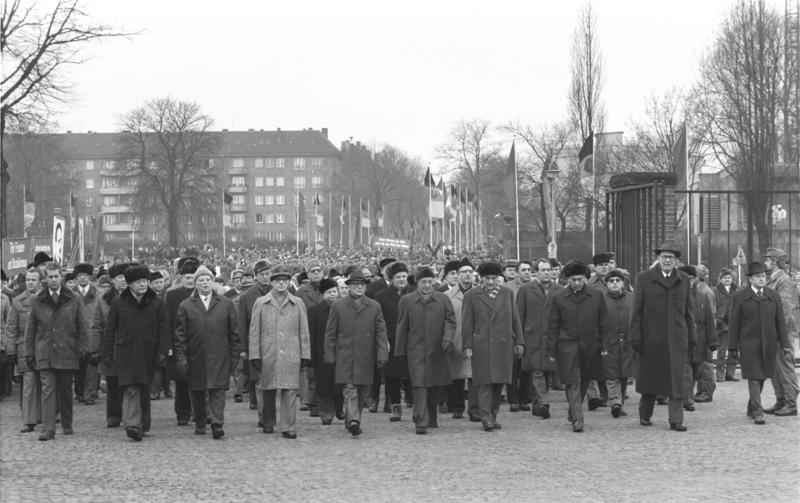
Liebknecht-Luxemburg-Demonstration, Berlin 1978, mit Vertretern der Partei- und Staatsführung der DDR

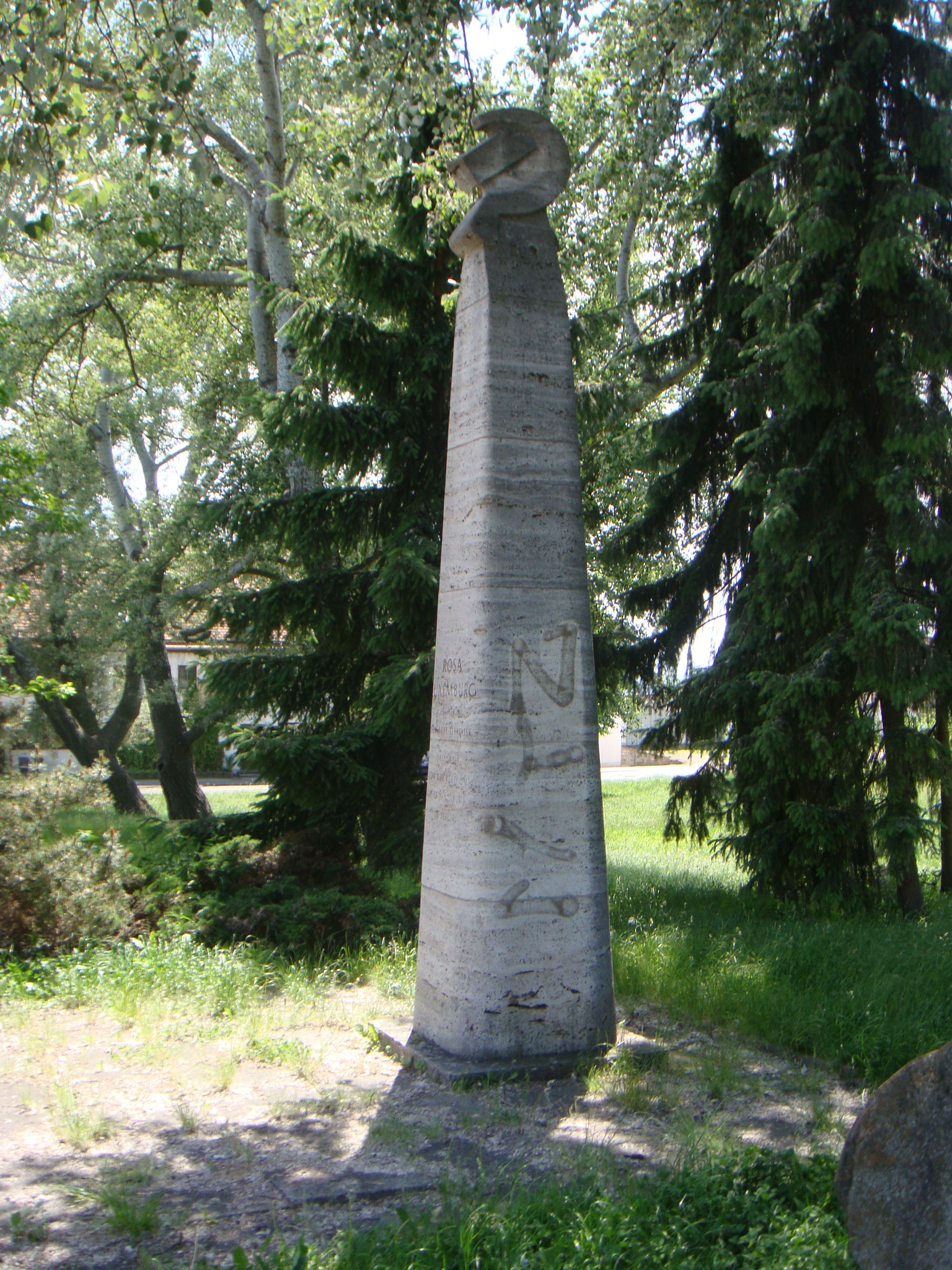
Rosa-Luxemburg-Denkmal in Weimar, errichtet 1959

Die 1946 gegründete SED warf Rosa Luxemburg stets „Spontaneismus“ vor, der zum Scheitern der Novemberrevolution beigetragen habe. Sie lehnte ihre Auffassungen im Anschluss an Stalin insgesamt als „Luxemburgismus“ ab. Fred Oelßner schrieb 1951 in der parteioffiziellen Luxemburgbiografie:

„Denn so groß Rosa Luxemburgs Verdienste um die deutsche Arbeiterbewegung waren, so sehr wir uns in Ehrfurcht vor ihrem kämpferischen Leben verneigen, so sehr wir Rosa wegen ihres schonungslosen Kampfes für die Sache der Arbeiter lieben, so dürfen wir nicht vergessen: Groß waren auch ihre Irrtümer und Fehler, die die deutsche Arbeiterklasse auf falsche Bahnen lenkten. Wir dürfen vor allem die Augen vor der Tatsache nicht verschließen, daß es sich nicht um einzelne Fehler handelt, sondern um ein ganzes System falscher Auffassungen (den ,Luxemburgismus‘). Diese Auffassungen waren eine der entscheidenden Ursachen für die Niederlagen der Kommunistischen Partei Deutschlands nach ihrer Gründung, für die Verfälschung der Rolle der Partei durch die Brandleristen, für die Unterschätzung der nationalen Frage und der Bauernfrage, die trotz der Bemühungen Ernst Thälmanns nicht überwunden wurde. […] Dazu gehörte auch der Kampf gegen die Überreste des Luxemburgismus, der nichts anderes als eine Abart des Sozialdemokratismus darstellt.“

Die SED organisierte das seit 1919 begangene Gedenken an ihren Todestag als jährlich stattfindende Liebknecht-Luxemburg-Demonstration in Berlin. Damit machte sie es neben dem 1. Mai zur wichtigsten staatlichen Machtdemonstration und vereinnahmte Rosa Luxemburg zur Legitimation der DDR. Die minutiöse behördliche Organisation und die verordnete, weitgehend unfreiwillige Teilnahme erzeugte keine echte Begeisterung bei Teilen der Beteiligten. In der DDR wurde ihr Gesamtwerk erst ab 1970, ihre Kritik an Lenin erst 1974 veröffentlicht. Ihre radikaldemokratischen und antimilitaristischen Texte wurden dabei als „Irrtümer“ kommentiert.
SED-Dissidenten und Bürgerrechtler in der DDR beriefen sich zur Kritik an der Alleinherrschaft und Reformunfähigkeit der SED auf eben jene Texte Luxemburgs. Bertolt Brecht stieß 1948 mit seinem Gedicht Eine Jüdin aus Polen über Rosa Luxemburg auf Ablehnung in der damaligen SBZ, so auch in der DDR mit späteren Erinnerungen an sie in seinen Werken. Robert Havemann forderte 1965 eine neue, reformierte KPD in beiden Teilen Deutschlands und dazu die Aufhebung des KPD-Verbots in der Bundesrepublik. Die neue KPD müsse sich besonders auf die seit Jahrzehnten von Stalinisten unterdrückten Schriften Rosa Luxemburgs gründen: „Sie wurden unterdrückt, weil Rosa Luxemburg mit prophetischer Klarheit bereits die ersten gefährlichen Schritte zur Beseitigung der innerparteilichen Demokratie, die später zum Stalinismus führten, erkannt und schärfstens kritisiert hatte.“ Statut und Programm der neuen KPD müssten „demokratisch sein und jeden Rückfall in den ‚stalinistischen‘ Zentralismus von vornherein unmöglich machen“, indem sie oppositionelle Fraktionen und Mitgliederkritik von innen und außen erlaubten. 1968 forderte Havemann mit Hinweis auf das Luxemburgzitat von der Freiheit der Andersdenkenden einen demokratischen Sozialismus für die DDR.
Wolf Biermann begrüßte die Veröffentlichung der Leninkritik Rosa Luxemburgs 1974 als großen Fortschritt für die DDR. Er forderte deren umfassende Demokratisierung als Folge daraus, gegebenenfalls durch eine Revolution, und die Einheit der Linken in Ost- und Westdeutschland. Er zitierte den Satz von der Freiheit der Andersdenkenden auch auf seinem Konzert in Köln 1976, das zu seiner Ausbürgerung aus der DDR führte. Das Zitat stand am 17. Januar 1988 auf einem Plakat von Demonstranten bei den jährlichen offiziellen Feierlichkeiten zu ihrem Todestag. Der Vorfall löste eine Verhaftungs- und Ausweisungswelle aus und gilt als ein Vorbote der Wende von 1989.

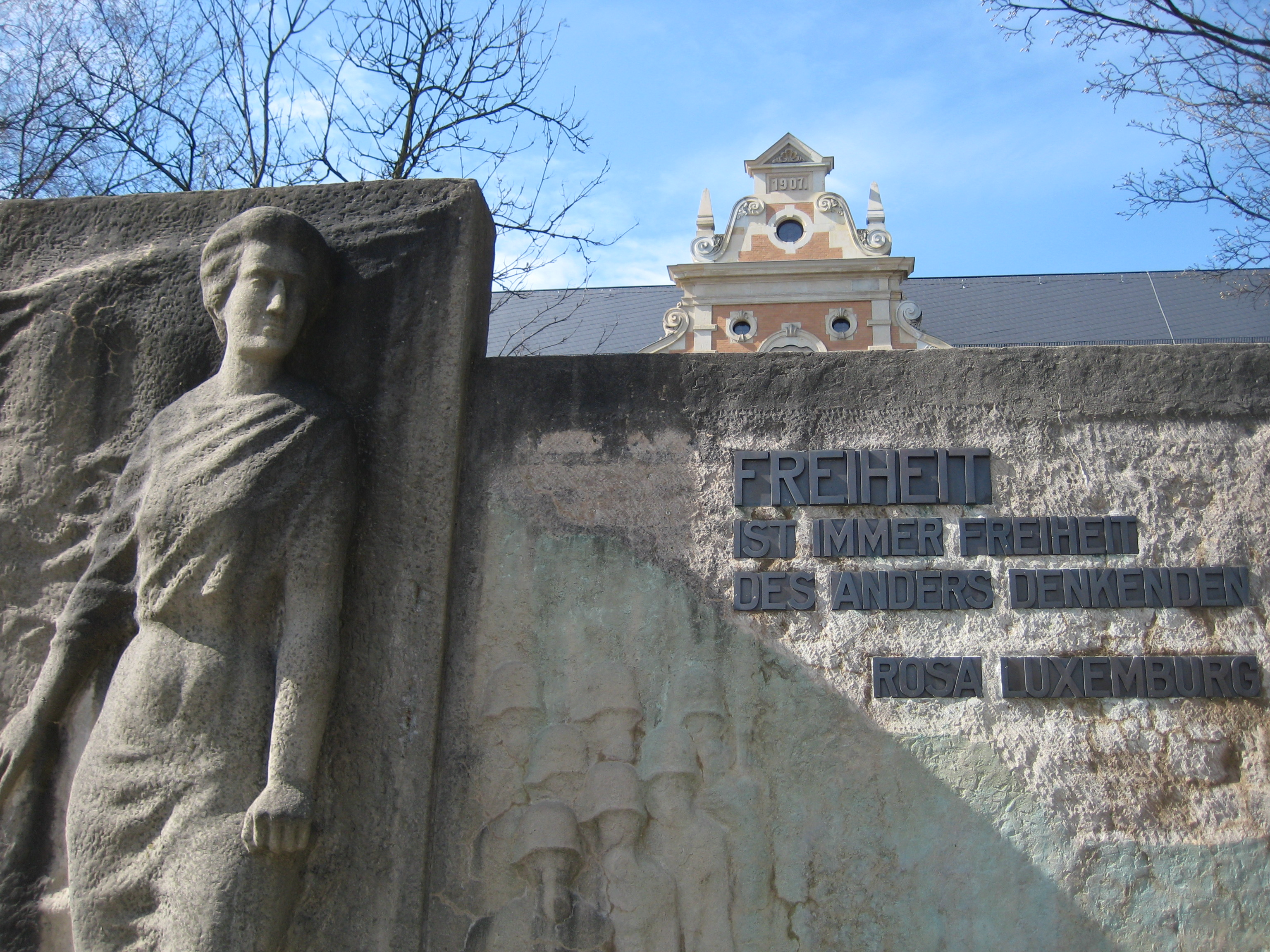
Rosa-Luxemburg-Denkmal in Zwickau – „Freiheit ist immer Freiheit des anders Denkenden“

Die Stadt Berlin benannte 1947 den „Rosa-Luxemburg-Platz“ nach ihr. In der DDR wurden ihr Denkmäler und Gedenktafeln errichtet, und sie war Gegenstand von weiteren Werken der bildenden Kunst.
Nach der Wende in der DDR 1989 benannten Dresden, Erfurt und Weimar jeweils einen Platz als Rosa-Luxemburg-Platz und stellten dort Denkmäler für sie auf.

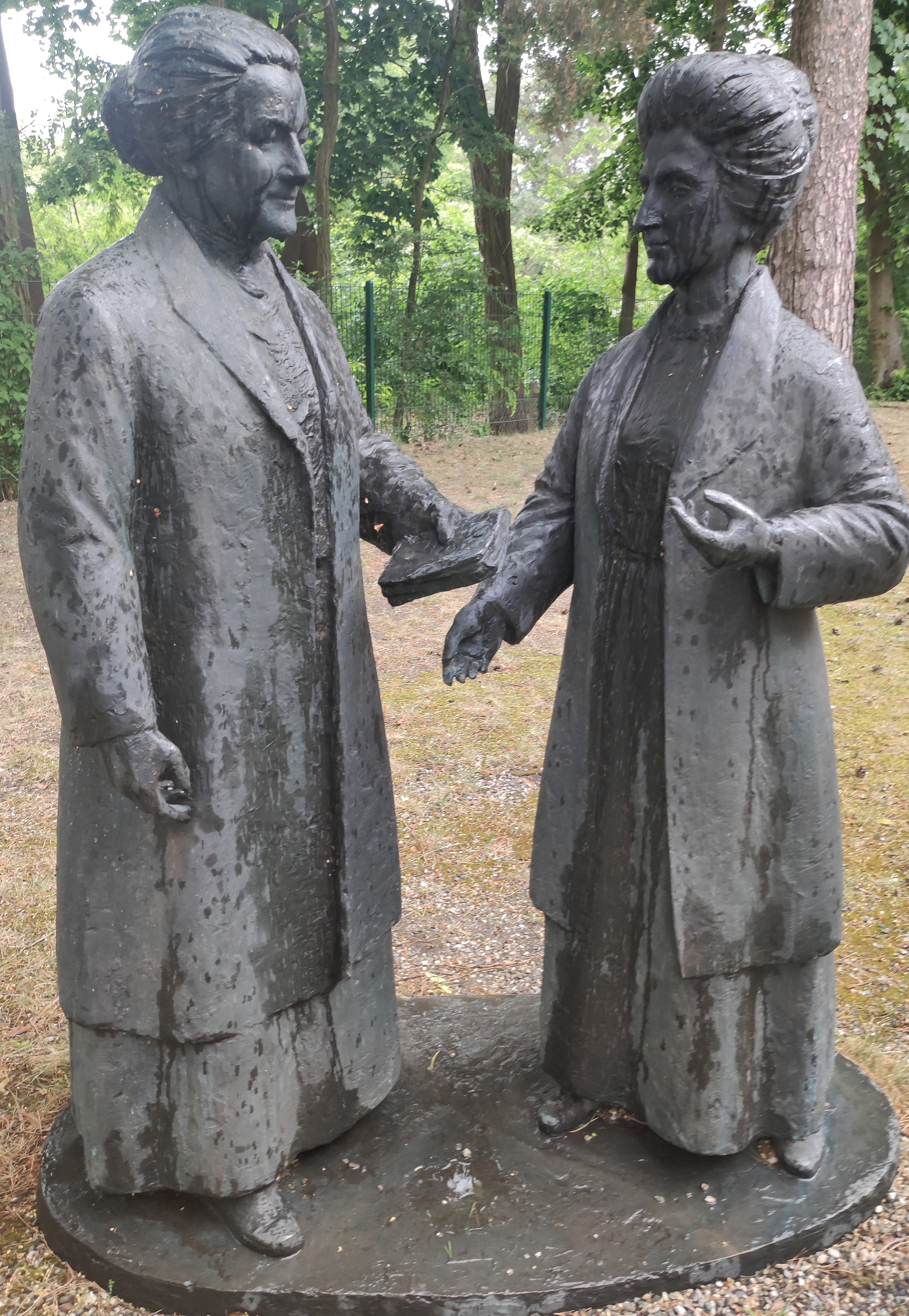
Rosa Luxemburg und Clara Zetkin. Skulptur von Gerhard Thieme in Birkenwerder

### Bundesrepublik Deutschland
Ossip K. Flechtheim grenzte in seiner Dissertation von 1946 (Die Kommunistische Partei Deutschlands in der Weimarer Republik) die Gründergeneration der KPD um Rosa Luxemburg von der Mentalität der späteren KPD-Führer und die von den Spartakisten angestrebte Räterepublik schroff vom autoritären Staatssystem der Sowjetunion ab. Er begründete damit das Bild Rosa Luxemburgs als einer „demokratischen Kommunistin“. In den 1960er Jahren gab er ihre politischen Schriften heraus. In seinem Werk Von Marx bis Kolakowski (1978) betonte er: Rosa Luxemburg habe mit der Alternative „Sozialismus oder Barbarei“ dem deterministischen Fortschrittsglauben des historischen Materialismus widersprochen. Sie habe das Gewaltpotential der herrschenden Klassen und den kommenden Ersten Weltkrieg als erste Marxistin klar vorausgesehen und die Verbürgerlichung und Bürokratisierung der Sozialdemokratie als Anpassung an autoritäre Züge des Kaiserreichs erkannt. Die Zustimmung der SPD zum Krieg und „Burgfrieden“ rechtfertige das von Rosa Luxemburg beanspruchte sozialistische Widerstandsrecht, das notfalls revolutionäre Gewalt einschließe.

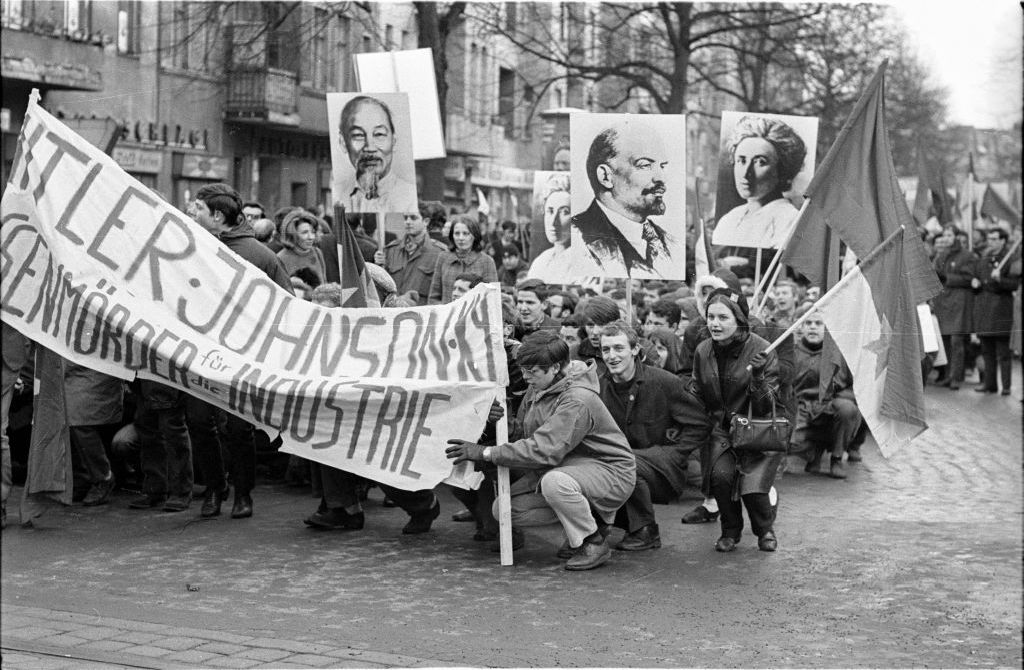
Westdeutsche Studentenbewegung der 1960er Jahre

SPD-Vertreter haben Rosa Luxemburgs Ideen widersprüchlich gedeutet. Das Godesberger Programm von 1959 schloss viele Hauptziele des Marxismus aus wie die Sozialisierung von Produktionsmitteln, die nach 1945 erneut plausibel erschienen waren. Willy Brandt erklärte 1968 zum 50. Jahrestag der Novemberrevolution: Rosa Luxemburg hätte, wäre sie am Leben geblieben, den „Marxismus-Leninismus“ und die damit gerechtfertigte Parteidiktatur in der Sowjetunion und anderswo entschieden bekämpft. 1982 erklärte er in seiner Autobiografie: Die von ihm 1931 mitgegründete SAPD habe sich an Rosa Luxemburg angelehnt, die vielen jungen Sozialisten als Vertreterin einer „unverfälschten“ Sozialdemokratie gegolten habe. Ihr Satz von der Freiheit der Andersdenkenden habe das SPD-Postulat „Kein Sozialismus ohne Demokratie“ vorweggenommen. Sie habe keine den Bolschewiki untergeordnete KPD gewollt und hätte der Gründung der KI widersprochen. Eine 1973 vom damaligen Bundesminister für das Post- und Fernmeldewesen Horst Ehmke bewilligte Briefmarke mit dem Porträt Rosa Luxemburgs löste eine Bundestagsdebatte und heftige Proteste seitens CDU und CSU aus. Die Marke galt als Zeichen für eine Wiederaufnahme Rosa Luxemburgs in die „Ahnengalerie“ der SPD.
Die Jusos haben bis in die 1980er Jahre hinein marxistische Theoreme vertreten und sich dabei auch auf Rosa Luxemburg berufen. Peter von Oertzen kam in seiner Forschung zur Rätebewegung 1976 zu dem Ergebnis: Die ungelenkte, aus der krisenhaften Zuspitzung der Verhältnisse geborene spontane Demokratisierung der Großbetriebe habe Rosa Luxemburgs These von der Spontaneität der Arbeiterklasse eindrucksvoll belegt. Bärbel Meurer erinnerte 1988 daran, dass Rosa Luxemburg 1916 vor allem die Burgfriedenspolitik der SPD kritisiert hatte, weil diese gegen die jahrzehntelang gültige Linie August Bebels selbst die wenigen bisher erkämpften demokratischen Bürgerrechte und den Kampf darum aufgegeben habe. Gisela Notz dagegen fasste Rosa Luxemburgs Kritik von 1916 so zusammen: „In ihrer Junius-Broschüre und anderen Schriften klagte sie die patriotische Haltung der Sozialdemokratie als Verrat an.“ Tilman Fichter führte 2009 die Kriegszustimmung der SPD von 1914 auf eine Lähmung der Parteiorganisation durch den „Organisationspatriotismus“ in der SPD-Führung zurück. Wie Helga Grebing machte er Gustav Noske für die Doppelmorde verantwortlich: Noske habe diese zwar nicht befohlen, aber zugelassen, indem er den Befehl unterlassen habe, die inhaftierten Spartakisten sofort zu einer bestimmten Sammelstelle zu bringen. Die historische Kommission der SPD müsse klären, ob mit Noske auch „die damalige Führung der Mehrheitssozialdemokratie die politische Verantwortung für die Ermordung Rosa Luxemburgs und Karl Liebknechts“ trage.
Die nichtmarxistische Philosophin Hannah Arendt stützte sich in ihrer Untersuchung der Elemente und Ursprünge totaler Herrschaft auf die Imperialismustheorie Rosa Luxemburgs. Sie interpretierte den völkischen Nationalismus als Ausformung des kontinentalen Imperialismus, der den Antisemitismus rassistisch und den Rassismus antisemitisch werden ließ und in der Vernichtung der Juden und Slawen endete. Rosa Luxemburg war für Hannah Arendt auch ein positives Beispiel für die Weltzugewandtheit des Politischen: „Für Rosa Luxemburg war die Welt von sehr großer Wichtigkeit, und sie interessierte sich überhaupt nicht für sich selbst. … sie konnte sich mit der Ungerechtigkeit in der Welt nicht abfinden.“
In der „Neuen Linken“ der 1960er Jahre galt Rosa Luxemburg als frühe Vertreterin eines antiautoritären Sozialismus. Im Vorfeld des Pariser Mai 1968 benannten Studenten einen Hörsaal der Universität Nanterre nach ihr. Deutsche Studenten benannten die Universität zu Köln nach ihr. Der Studentenführer Rudi Dutschke sah Rosa Luxemburg als radikaldemokratische, nicht leninistische Kommunistin. Er berief sich auf ihr Revolutionskonzept von der Spontaneität der Arbeiterklasse und versuchte es für neue politische Ansätze zu nutzen, etwa eine permanente „Kulturrevolution“ im verbürgerlichten Spätkapitalismus. 1978 bejahte er Rosa Luxemburgs Leninkritik von 1918: Sie habe Demokratie und Meinungsfreiheit nicht von der Diktatur des Proletariats trennen können und auf der Erbschaft der bürgerlichen Revolution bestanden, um die proletarische Revolution zu ermöglichen. Deshalb habe sie den Fraktions- und Parteiverboten der Bolschewiki widersprochen. Ihre Kritik sei nach dem Erscheinen des Aufsatzes 1922 weder von Sozialdemokraten noch Leninisten und Trotzkisten angemessen berücksichtigt worden. Für Jacob Talmon zeigte sich erst in der Neuen Linken ein von Parteipolitik unabhängiges akademisches Interesse an Rosa Luxemburg: „Davor war sie eine peinliche Angelegenheit für alle Parteien, mit Ausnahme einiger nonkonformistischer Marxisten, die mit ihr befreundet gewesen waren und denen ihr tragisches Ende naheging.“
1962 erklärte Pabst, er habe die Spartakusführer „richten“ lassen. Noske habe seine Division geholt, um Berlin aus den Händen der Spartakisten zu „befreien“. Ein Stand- oder Kriegsgericht habe man in der revolutionären Situation nicht einberufen können. Zur Frage nach seinem Mordbefehl verweigerte er die Aussage. Er betonte, er habe Runges Kolbenstoß und das Beseitigen der Leiche Rosa Luxemburgs nicht geplant. Man habe ihm einen unbekannten Pistolenschützen als Täter gemeldet. 1969 sendete der Süddeutsche Rundfunk das Dokumentarspiel Zeitgeschichte vor Gericht: Der Fall Liebknecht-Luxemburg. Darin interviewte Dieter Ertel noch lebende Zeitzeugen von 1919, darunter Waldemar Pabst. Nach ihren Aussagen soll die Reichskanzlei den Doppelmord gedeckt und Hermann Souchon, nicht Kurt Vogel den tödlichen Schuss auf Rosa Luxemburg abgegeben haben. Weitere Dokumente stützten diese These. Günther Nollau hatte 1959 eine entsprechende Aussage von Pabst ihm gegenüber protokolliert. Jedoch klagte Souchon erfolgreich gegen Ertel und den SDR: Dieser durfte die Dokumentation nur mit dem Zusatz, objektive Beweise gebe es nicht, senden. Ertel musste seine Angaben zu Souchon nach der Sendung öffentlich widerrufen. 1970 wurde das Tagebuch von Pabst entdeckt, in dem er 1919 notiert hatte: Er habe vor den Morden mit der Reichskanzlei telefoniert und Noskes Rückendeckung dafür erhalten.
1986 drehte Margarethe von Trotta den Film Rosa Luxemburg und gewann dafür den Bundesfilmpreis. Barbara Sukowa erhielt für die Titelrolle den Darstellerpreis des Filmfestivals in Cannes. 1987 komponierte Günter Kochan seine Musik für Orchester Nr. 2 nach Briefen von Rosa Luxemburg.

Rosa-Luxemburg-Denkmal am Landwehrkanal in Berlin

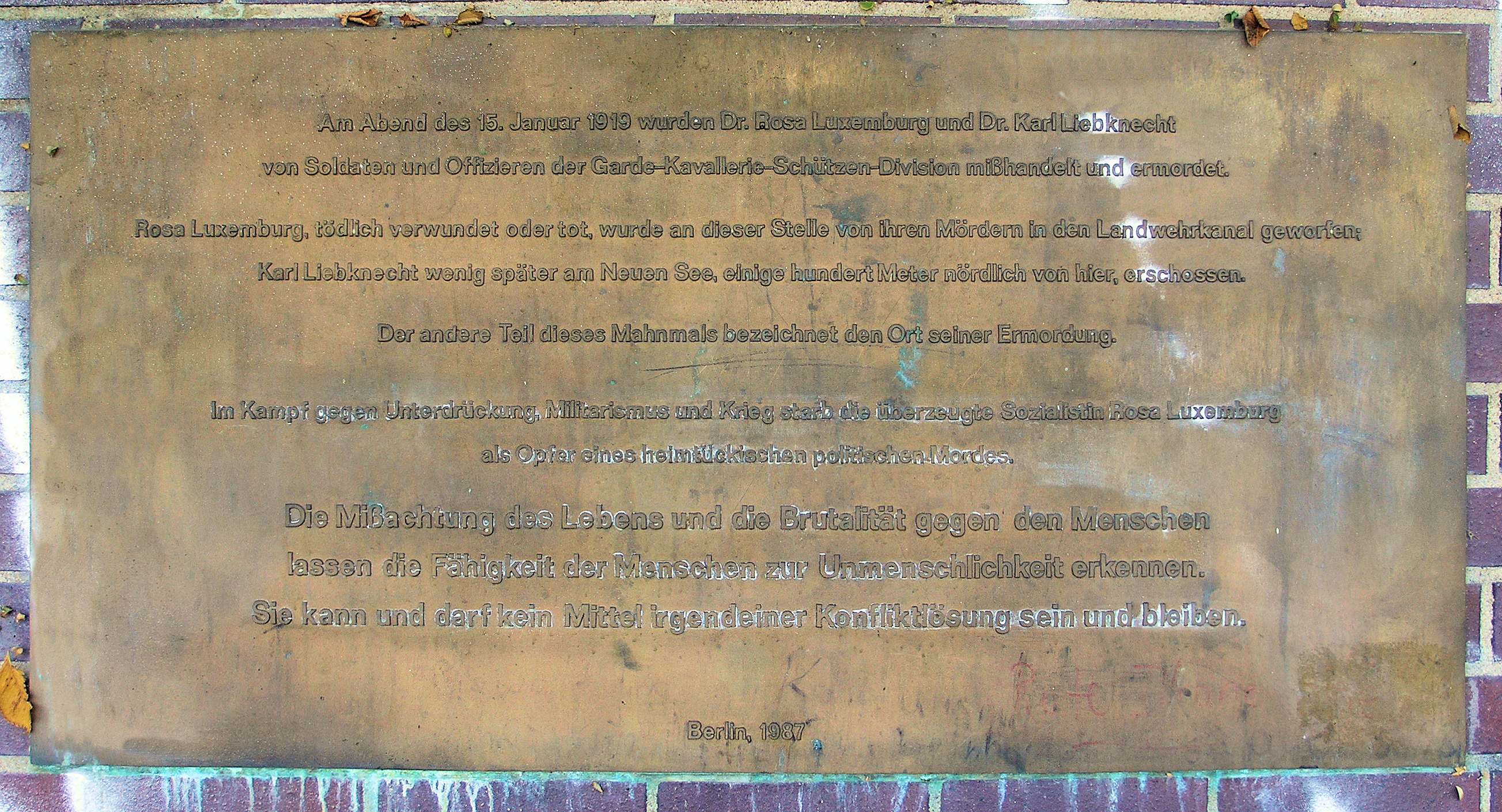
Gedenktafel am Landwehrkanal

1987 wurde am Landwehrkanal ein Kunstwerk nach Initiative und Entwürfen von Ralf Schüler und Ursulina Schüler-Witte angebracht. Auf der zugehörigen Gedenktafel steht:

„Im Kampf gegen Unterdrückung, Militarismus und Krieg starb die überzeugte Sozialistin Rosa Luxemburg / als Opfer eines heimtückischen politischen Mordes. / Die Mißachtung des Lebens und die Brutalität gegen den Menschen / lassen die Fähigkeit der Menschen zur Unmenschlichkeit erkennen. / Sie kann und darf kein Mittel irgendeiner Konfliktlösung sein und bleiben. / Berlin 1987“

Die 1990 gegründete Rosa-Luxemburg-Stiftung, die der Partei Die Linke nahesteht, sieht Rosa Luxemburg als herausragende Vertreterin demokratisch-sozialistischen Denkens und Handelns in Europa. 2008 wurde im GRIPS Theater Berlin das Stück Rosa über sie uraufgeführt. Der Rechtsmediziner Michael Tsokos bezweifelte im Mai 2009, dass 1919 tatsächlich Rosa Luxemburgs Leichnam beigesetzt worden sei. Er hielt eine unbekannte Frauenleiche der Berliner Charité für die Tote. Ihm widersprachen andere Rechtsmediziner und Historiker. Anfang 2010 wurde in Wünsdorf-Waldstadt eine Straße nach Rosa Luxemburg benannt.

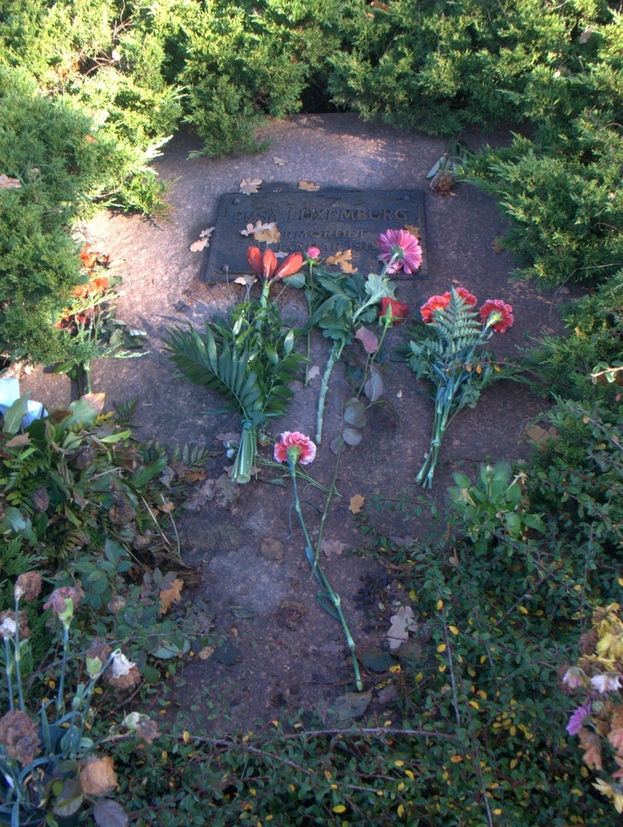
Grabstätte von Rosa Luxemburg in der „Gedenkstätte der Sozialisten“ in Berlin, April 2006

An den jährlichen Liebknecht-Luxemburg-Gedenkfeiern in Berlin nimmt heute ein breites Spektrum linksgerichteter Gruppen, Parteien und Einzelpersonen teil. Auch die Frauen-, die antimilitaristische Friedensbewegung, die Sozialistische Jugend und die Globalisierungskritiker finden in Rosa Luxemburg ein bedeutendes Vorbild. Aus der Sicht des Bundesamtes für Verfassungsschutz ist Gedenken an Luxemburg und Liebknecht ein wichtiges Traditionselement des deutschen Linksextremismus.
Historiker urteilen verschieden über die aktuelle Bedeutung ihrer Theorien. Margarete Maurer schrieb 1999, Rosa Luxemburgs Kampf gegen Militarismus sei unverändert aktuell, da nach einem Bericht der UNO über 50 % aller technischen und naturwissenschaftlichen Experten direkt oder indirekt in der Rüstungsproduktion beschäftigt seien. Für Sebastian Haffner († 1999) hatten Rosa Luxemburgs Ideen trotz des Scheiterns ihrer politischen Ziele „nichts an Aktualität verloren“.
Jörn Schütrumpf (2006) fand Rosa Luxemburgs Kritik an Bürokratien, „die sich in überflüssige Hüllen verwandeln, sobald sie vorrangig aus Selbstzweck agieren,“ „von erschreckender Aktualität.“ Angesichts sozialer Bewegungen wie Fridays for Future und einer affektiven Gesellschaft gilt selbiges nach Ernst Piper auch wieder für Luxemburgs Spontaneitätstheorie.

### Osteuropa
Demokratische oder reformsozialistische Oppositionsgruppen und Bürgerrechtler im von der Sowjetunion beherrschten Ostblock beriefen sich oft auf Rosa Luxemburg: so im Prager Frühling 1968 für Meinungsfreiheit und gesellschaftliche Demokratisierung. Im blockfreien Jugoslawien unter Josip Broz Tito berief man sich für die Arbeiterselbstverwaltung unter anderem auf sie.
Am 13. März 2018 wurde auf Geheiß des Wojewoden von Lublin, der sich dabei auf das sogenannte „Dekommunisierungsgesetz“ der regierenden PiS-Partei berief, die Gedenktafel für Rosa Luxemburg vom Wohnhaus der Familie Luxemburg in Zamość entfernt.
An ihrem Wohnhaus in Poznań gibt es eine Gedenktafel.

### Globaler Süden
Auch Revolutionäre in Ländern der „Dritten Welt“ bezogen sich auf sie für einen vom Kapitalismus und Stalinismus unabhängigen Marxismus. Salvador Allende stützte seine Politik in Chile auch auf ihre Massenstreiktheorie. Der Dramatiker Armand Gatti schrieb 1971 ein Theaterstück Rosa Kollektiv in zwei Versionen, das die verschiedene Rezeption Rosa Luxemburgs in der DDR und der Bundesrepublik darstellte. Er sah eine bleibende Aktualität ihrer Ideen für Revolutionäre in Afrika und Lateinamerika. So wurde die Sozialistin Rosa Bonaparte († 1975) auch als die „Rosa Luxemburg Osttimors“ bezeichnet.

### Sonstige
Westliche Marxisten wie Michael A. Lebewitz übernahmen die Position Luxemburgs von der spontanen Eigenaktivität der Arbeiterklasse, der sich die Linksparteien unterzuordnen hätten, für eine Kritik am ökonomischen Determinismus des späten Karl Marx. Paul Sweezy, Riccardo Bellofiore, Samir Amin und andere Sozialwissenschaftler und Ökonomen deuteten ihre Imperialismustheorie als erste genuin marxistische Erklärung der kapitalistischen Globalisierung. Als eine Aktualisierung der Imperialismustheorie gilt die in Lateinamerika entwickelte Dependenztheorie.
Die Internationale Rosa-Luxemburg-Gesellschaft, ein Netzwerk parteiunabhängiger Wissenschaftler, führt seit 1980 etwa alle zwei bis vier Jahre eine Konferenz zu ihr durch. Bisher zwei davon fanden in der Volksrepublik China statt.

### Filme
- Ernst Thälmann – Sohn seiner Klasse, DEFA, Regie: Kurt Maetzig, Johannes Arpe, 1954
- Solange Leben in mir ist, DEFA, Regie: Günter Reisch, 1965 (erster Teil der Karl-Liebknecht-Filmbiografie)
- Trotz alledem!, DEFA, Regie: Günter Reisch, 1972 (zweiter Teil der Karl-Liebknecht-Filmbiografie)
- Der Mord, der nie verjährt, DEFA, Regie: Wolfgang Luderer, 1967
- Der Fall Liebknecht-Luxemburg, BRD, Regie: Dieter Ertel, 1969
- Sprechen Sie zur Sache, Angeklagte, DFF, Regie: Wolfgang Luderer, 1970 (in der Fernsehserie Fernsehpitaval)
- Rosa Luxemburg – Stationen ihres Lebens, DEFA, Regie: Renate Drescher, 1971
- Liebster Dziodzio, DEFA, Regie: Róża Berger-Fiedler, 1981
- Rosa Luxemburg (Film), BRD, Regie: Margarethe von Trotta, 1986
- Rosa Luxemburg – Der Preis der Freiheit, BRD, Regie: Inga Wolfram, 2017

### Darstellung in der Bildenden Kunst

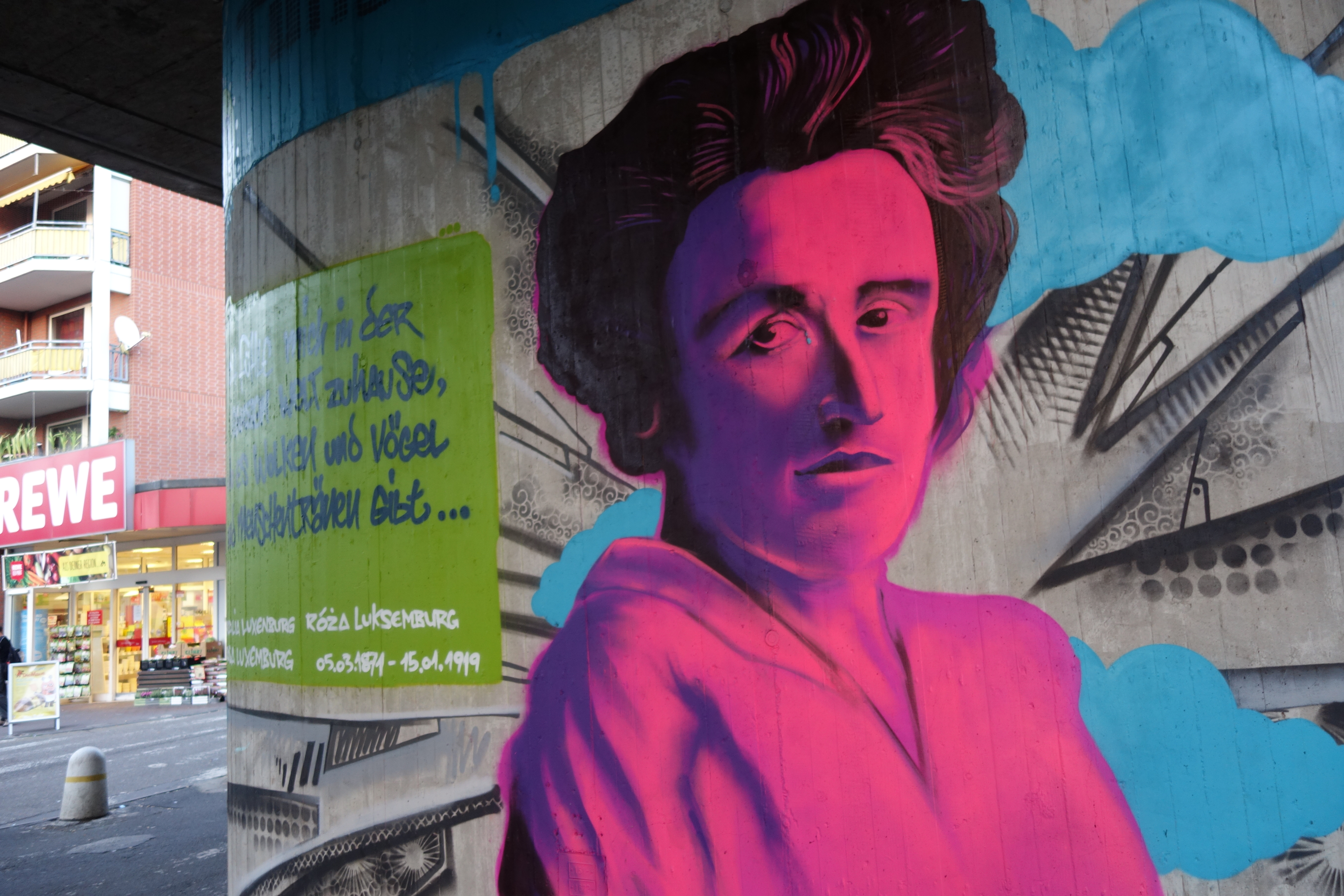
Portrait-Graffito von Helge Steinmann (Bomber One) auf einem Pfeiler der aufgeständerten Rosa-Luxemburg-Straße in Frankfurt am Main

- Walter Arnold: Rosa Luxemburg (Porträtbüste, Bronze, 1957); Deutsches Historisches Museum (Berlin)
- Heinz Beberniß: Rosa Luxemburg (Statuette, Bronze, um 1962)[177]
- Otto Damm: Porträt Rosa Luxemburg (Holzschnitt, 67 × 53 cm, 1967)[178]
- Gerhard Geyer: Rosa Luxemburg (Porträtbüste, Bronze, um 1958)
- René Graetz: Rosa Luxemburg (Statuette, 1973, Bronze, Höhe 70 cm)[179]
- Siegfried Krepp: Rosa Luxemburg (Porträtbüste, Bronze, 1984)[180]
- Gerhard Kurt Müller: Karl Liebknecht und Rosa Luxemburg (Öl, 1971)
- Anton Räderscheid: Rosa Luxemburg (Holzschnitt, 29,5 × 23 cm, 1919)[181]
- Helge Steinmann (Bomber One): Rosa Luxemburg (offiziell beauftragtes Portrait-Graffito auf einem Pfeiler der Rosa-Luxemburg-Straße in Frankfurt am Main.[182], 2016. Ein Foto davon wurde 2018 verwendet für das Cover von Maja Nielsens Buch Tatort Eden 1919.[183])

### Namensgebungen
Nach Rosa Luxemburg benannt wurden:
In Berlin:
- Rosa-Luxemburg-Gymnasium in
- Rosa-Luxemburg-Platz in Mitte

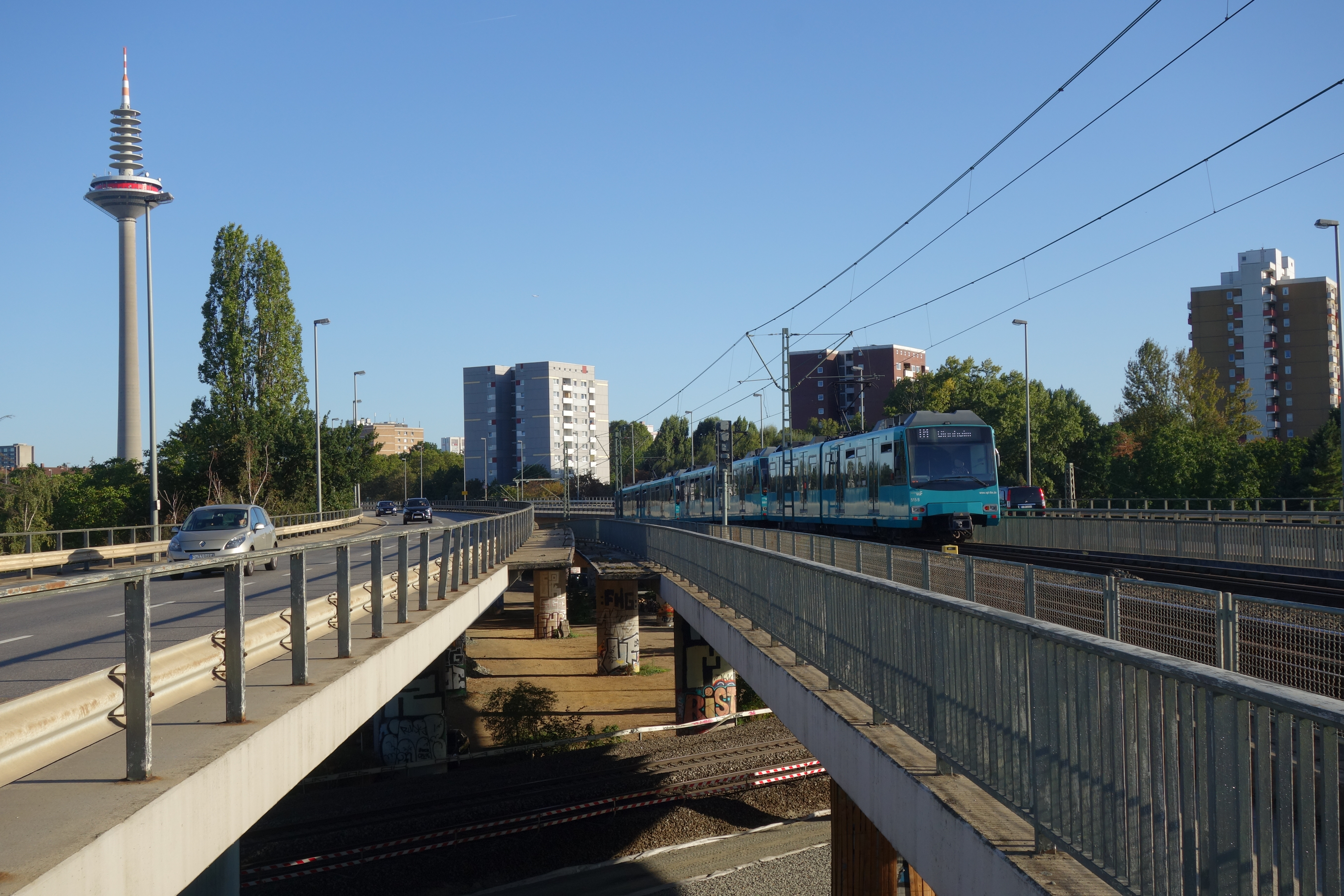
Rosa-Luxemburg-Straße in Frankfurt am Main: autobahnähnliche Hochstraße, zwischen den Auto-Fahrbahnen verkehrt die U-Bahn.

- Rosa-Luxemburg-Steg, der westliche Teil der Lichtensteinbrücke über den Landwehrkanal. Er wurde am 25. September 2012 so benannt.[184]
- Rosa-Luxemburg-Straße

An anderen Orten:
- Rosa-Luxemburg-Platz in Dresden
- Rosa-Luxemburg-Platz in Radebeul
- Rosa-Luxemburg-Platz in München
- Rosa-Luxemburg-Siedlung in Schipkau
- Rosa-Luxemburg-Straße in Frankfurt am Main
- Rosa-Luxemburg-Straße in zahlreichen anderen Städten
- Jardins Rosa Luxemburg im Quartier de la Chapelle des 18. Arrondissements von Paris[185]
- Schiff Rosa Luxemburg

Organisationen
- Rosa-Luxemburg-Stiftung, die parteinahe Stiftung der Partei DIE LINKE
- ehemalige Offiziershochschule der Grenztruppen der DDR „Rosa Luxemburg“

Auszeichnungen
- Rosa-Luxemburg-Preis der Tageszeitung junge Welt[186]

## Werke

### Gesamtausgaben
- Gesammelte Werke, 7 Bände. Dietz Verlag, Berlin (Erstausgabe: Berlin-Ost 1970–1975, 2014, 2017[187])

Band 1.1: 1893 bis 1905. 1972. (8. Auflage. 2007, ISBN 978-3-320-02068-2.)
Band 1.2: 1893 bis 1905. 1972. (7. Auflage. 2000, ISBN 3-320-01994-5.)
Band 2: 1906 bis Juni 1911. 1974. (6. Auflage. 2004, ISBN 3-320-02060-9.)
Band 3: Juli 1911 bis Juli 1914. 1973. (6. Auflage. 2003, ISBN 3-320-02005-6.)
Band 4: August 1914 bis Januar 1919. 1974. (6. Auflage. 2000, ISBN 3-320-01982-1.)
Band 5: Ökonomische Schriften. 1975. (4. Auflage. 1990, ISBN 3-320-00458-1.)
Band 6: 1893 bis 1906. 2014. ISBN 978-3-320-02301-0.
Band 7.1: 1907 bis 1918. 2017. ISBN 978-3-320-02332-4.
Band 7.2: 1907 bis 1918. 2017. ISBN 978-3-320-02333-1.
- Gesammelte Briefe, 6 Bände. Karl Dietz, Berlin

unvollständige Erstausgabe Band 1–5: Berlin 1982–1984 (Rezension: Iring Fetscher, Die Zeit, 5. Oktober 1984).
Band 1: 1893 bis 1902. 1982. (3. Auflage. 1989, ISBN 3-320-00448-4)
Band 2: 1903 bis 1908. 1982. (3. Auflage. 1999, ISBN 3-320-01911-2.)
Band 3: 1909 bis 1910. 1982. (2. Auflage. 1984, ISBN 3-320-00450-6.)
Band 4: 1911 bis 1914. 1983. (3. Auflage. 2001, ISBN 3-320-01995-3.)
Band 5: August 1914 bis Januar 1919.1984. (2. Auflage. 1987, ISBN 3-320-00452-2.)
Band 6: Sammlung Briefe 1891 bis 1918.1993, ISBN 3-320-01825-6.
- Rosa-Luxemburg-Werke digital,[188] 7 Bände. Karl Dietz, Berlin digitale Edition der Schriften von Rosa Luxemburg, 2022–

### Erstausgaben
- Die industrielle Entwickelung Polens. Duncker & Humblot, Leipzig 1898. Digitalisat
- Sozialreform oder Revolution? Mit einem Anhang: Miliz und Militarismus. Verlag der Leipziger Volkszeitung, Leipzig 1899.
- Zur Verteidigung der Nationalität. Posen 1900 (polnisch)
- Massenstreik, Partei und Gewerkschaften. Erdmann Dubber, Hamburg 1906.
- Einführung in die Nationalökonomie. 1925 (eingeschränkte Vorschau in der Google-Buchsuche). (Rosa Luxemburg schrieb an der allgemeinverständlichen Einführung seit 1907 als Parteidozentin sowie 1916 während ihrer Haftzeit. 1925 posthum erstveröffentlicht.)
- Die Akkumulation des Kapitals. Ein Beitrag zur ökonomischen Erklärung des Imperialismus. Vorwärts, Berlin 1913.
- Militarismus, Krieg und Arbeiterklasse. Rosa Luxemburg vor der Frankfurter Strafkammer; ausführlicher Bericht über die Verhandlung am 20. Februar 1914. Buchhandlung Volksstimme, Maier, Frankfurt am Main 1914.
- Die Krise der Sozialdemokratie. Anhang: Leitsätze über die Aufgaben der internationalen Sozialdemokratie. Unionsdruckerei, Bern 1916 Digitalisat
- Was will der Spartakusbund? Die Rote Fahne, 14. Dezember 1918 (online)
- Rede zum Programm. Gehalten auf dem Gründungsparteitag der Kommunistischen Partei Deutschlands (Spartakusbund) vom 29.–31. Dez. 1918 zu Berlin (31. 12.). Die Rote Fahne, Berlin 1919.
- Die russische Revolution. Eine kritische Würdigung. Aus dem Nachlass. Herausgegeben und eingeleitet von Paul Levi. Gesellschaft und Erziehung, Berlin-Fichtenau 1922. Digitalisat
- Briefe an Karl und Luise Kautsky, herausgegeben von Luise Kautsky. E. Laub, Berlin 1923.
- Gesammelte Werke. Vereinigte Internationale Verlags-Anstalten, Berlin 1923–1928.

### Ausgaben 1945–1989
- Marx-Engels-Lenin-Stalin-Institut beim ZK der SED (Hrsg.): Ausgewählte Reden und Schriften. (Vorwort Wilhelm Pieck) 3 Bände, Dietz, Berlin-Ost 1951.
- Rosa Luxemburg im Kampf gegen den deutschen Militarismus. Prozessberichte und Materialien aus den Jahren 1913 bis 1915, Berlin 1960.
- Ossip K. Flechtheim (Hrsg.): R. L.: Politische Schriften. 3 Bände, Europäische Verlagsanstalt, Frankfurt am Main 1966.
- Schriften über Kunst und Literatur. Verlag der Kunst, Dresden 1972 (Fundus-Reihe 29)
- Charlotte Beradt (Hrsg.): Rosa Luxemburg im Gefängnis. Briefe und Dokumente aus den Jahren 1915–1918. Fischer, Frankfurt am Main 1973, ISBN 3-596-25659-3.
- Schriften zur Theorie der Spontaneität. Rowohlt, Reinbek 1970, ISBN 3-499-45249-9.
- Jürgen Hentze (Hrsg.): Internationalismus und Klassenkampf. Die polnischen Schriften. Luchterhand, Neuwied 1971.
- Frederik Hetmann (Hrsg.): Rosa Luxemburg. Ein Leben für die Freiheit – Reden, Schriften, Briefe. Fischer, Frankfurt am Main 1980, ISBN 3-596-23711-4.

### Ausgaben ab 1990
- Fritz Keller, Stefan Kraft (Hrsg.): Rosa Luxemburg – Denken und Leben einer internationalen Revolutionärin. Promedia, Wien 2005, ISBN 3-85371-232-0.
- Günter Regneri (Hrsg.): Rosa Luxemburg. Schriften und Reden. Heptagon, Berlin 2006, ISBN 3-934616-83-6 (CD-ROM).
- Vanessa Bacher (Hrsg.): Rosa Luxemburg. Briefe aus dem Gefängnis. Verlag Bibliothek der Provinz, Weitra 2012, ISBN 978-3-99028-140-6.
- Holger Politt (Hrsg.): Nationalitätenfrage und Autonomie. Karl Dietz Verlag, Berlin 2012, ISBN 978-3-320-02274-7.
- Rosa Luxemburg: Meine Schriften. Gedenkausgabe, Jazzybee, 2012, ISBN 978-3-8496-3099-7 (Textauszug online).
- Rosa Luxemburg: Meine Reden. Jazzybee, 2012, ISBN 978-3-8496-3100-0.
- Rosa Luxemburg: Reden. Tredition Classics, 2012, ISBN 978-3-8424-2080-9.
- Rengha Rodewill (Fotografie, Text): Einblicke – Künstlerische – Literarische – Politische. Die Bildhauerin Ingeborg Hunzinger. Mit Briefen von Rosa Luxemburg. Karin Kramer Verlag, Berlin 2012, ISBN 978-3-87956-368-5.
- Rosa Luxemburg; Rosa-Luxemburg-Stiftung (Hrsg.): Arbeiterrevolution 1905/06 (Polnische Texte, herausgegeben und übersetzt von Holger Politt). Karl Dietz, Berlin 2015, ISBN 978-3-320-02302-7.
- Rosa Luxemburg: Herbarium. herausgegeben von Evelin Wittich, Karl Dietz, Berlin 2016, ISBN 978-3-320-02325-6.
- Rengha Rodewill: Hunzinger – Luxemburg literarisch politisch künstlerisch. E-Book, Verlag: artesinex ebook publishing, Berlin 2019, ISBN 978-3-9820572-5-5.
- Rosa Luxemburg: Briefe aus dem Gefängnis. Dietz Verlag, Berlin-Ost 1979, ergänzte Auflage Karl Dietz Verlag, Berlin 2019, ISBN 978-3-320-02359-1.
- Sich nicht regieren lassen. Rosa Luxemburg zu Demokratie und linker Organisierung. Ein Lesebuch, hrsg. v. Lutz Brangsch & Miriam Pieschke, Karl Dietz Verlag, Berlin 2021, ISBN 978-3-320-02379-9.
- Rosa Luxemburg, Paul Levi: Die Russische Revolution. Neuausgabe einer viel zitierten, aber selten gelesenen Schrift. Herausgegeben und eingeleitet von Jörn Schütrumpf, VSA Verlag, Hamburg 2022, ISBN 978-3-96488-146-5.

Artikel
- Für unsere Sache, für unsere Freiheit!, Mai 1892, einer der ersten Artikel Rosa Luxemburgs, Übersetzung aus dem Polnischen und kurze Einleitung von Holger Politt, Leiter des Regionalbüros Ostmitteleuropa der Rosa-Luxemburg-Stiftung in Warschau